# Reconocimiento internacional de Palestina

Palestina
Países que reconocen el Estado de Palestina
Países que han anunciado su inminente reconocimiento del Estado de Palestina (Francia, Malta, Australia y Andorra)
Países que no reconocen el Estado de Palestina
Países que han anunciado su reconocimiento condicional e inminente de Palestina (Reino Unido y Canadá)

El reconocimiento internacional del Estado de Palestina ha sido el principal objetivo de la Organización para la Liberación de Palestina (OLP) desde que la Declaración de independencia de Palestina proclamase el establecimiento del Estado de Palestina el 15 de noviembre de 1988 en Argel (Argelia) en una sesión extraordinaria del Consejo Nacional Palestino en el exilio.    
La declaración de independencia fue rápidamente reconocida por una serie de países y, para finales de dicho año, más de 80 países reconocían al Estado de Palestina. Como parte de un intento por resolver el actual conflicto israelí-palestino, los Acuerdos de Oslo firmados entre Israel y la OLP en septiembre de 1993 establecieron la Autoridad Nacional Palestina (ANP) como una especie de administración interina de autogobierno en los territorios palestinos. Israel no reconoce a Palestina como un Estado y mantiene el control militar de facto en todos sus territorios.

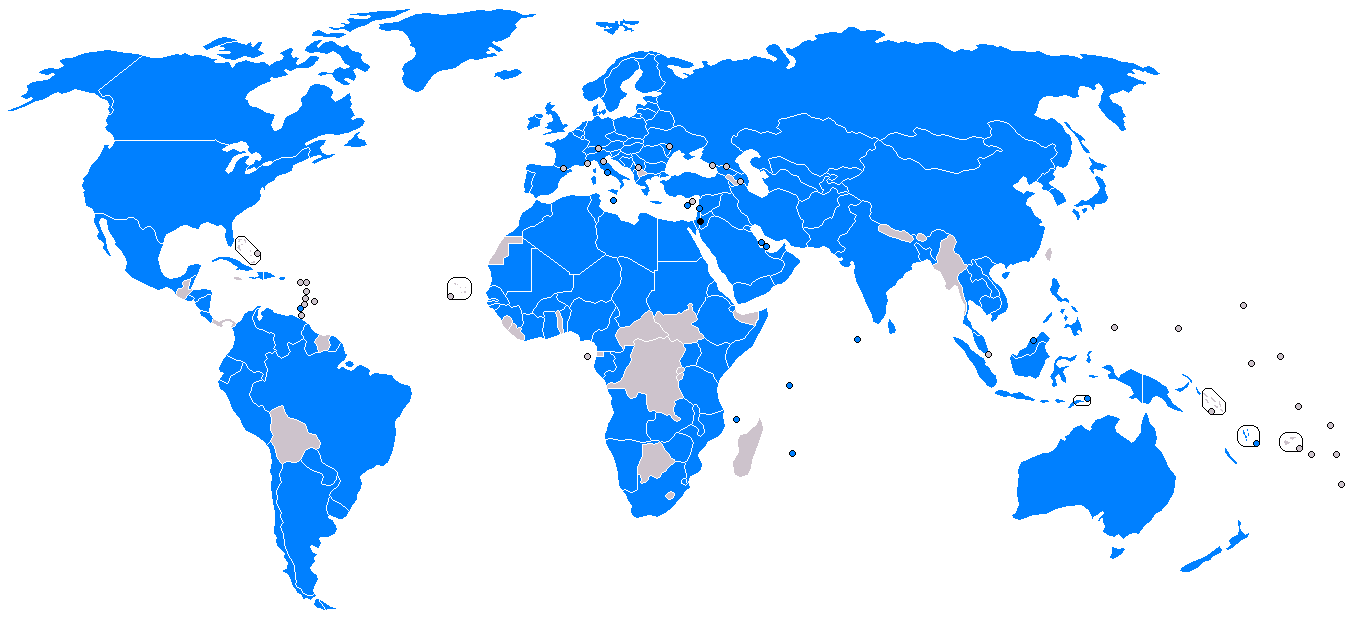
En azul, países que mantienen relaciones diplomáticas con el Estado de Palestina o con la OLP.

Para julio de 2025, 147 de los 193 Estados miembros de pleno derecho de las Naciones Unidas (el 76,16 %) habían reconocido al Estado de Palestina. Además, la Santa Sede, que como Palestina, es un Estado observador de la ONU, también la ha reconocido. Por otra parte, la República Árabe Saharaui Democrática, Estado no miembro de la ONU también ha reconocido a Palestina. Muchos de los países que no reconocen al Estado de Palestina sí reconocen, no obstante, a la OLP como «representante del pueblo palestino». El 29 de noviembre de 2012, la Asamblea General de la ONU aprobó una resolución que cambiaba el estatus de Palestina de «entidad» a «estado observador no miembro» tras una votación de 138 votos a favor y 9 en contra, con 41 abstenciones.
Una serie de países entre los que se incluye Israel no reconocen a Palestina, adoptando como postura la idea de que dicho estado solo puede ser establecido mediante negociaciones directas entre Israel y la Autoridad Nacional Palestina. Los principales obstáculos para un acuerdo definitivo son la delimitación de fronteras definitivas, la seguridad de ambos estados, el acceso al agua, el estatus de Jerusalén junto con el libre acceso a los lugares sagrados, la expansión de los asentamientos israelíes en Cisjordania y Jerusalén Este y el derecho de retorno de los refugiados palestinos que fueron expulsados o huyeron de sus hogares durante la guerra árabe-israelí de 1948.

## Contexto

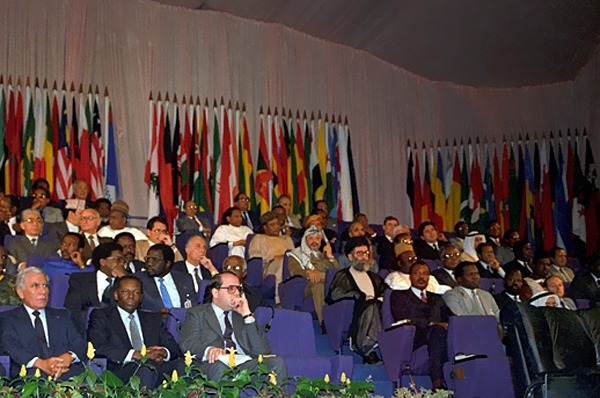
Yasser Arafat en la octava cumbre del Movimiento de Países No Alineados (Harare, Zimbabue; 1986).

El 22 de noviembre de 1974, la resolución 3236 de la Asamblea General de las Naciones Unidas reconoció el derecho del pueblo palestino a la autodeterminación, independencia y soberanía en la tierra de Palestina. También reconoció a la OLP como único representante legítimo del pueblo palestino, y acordó su estatus de observador en las Naciones Unidas. En 1988, las Naciones Unidas adoptaron la designación de “Palestina” para denominar a la OLP en reconocimiento a la declaración de independencia palestina, aunque a día de hoy el estado proclamado todavía no tiene un estatus formal dentro del sistema.
Días o semanas después de la declaración de 1988, el Estado de Palestina había sido reconocido por muchos países en vías de desarrollo en África y Asia que habían conseguido emanciparse en las décadas anteriores de la colonización europea, así como por países del bloque comunista y estados no alineados. Por el contrario, los Estados Unidos utilizaban por aquella época un paquete de medidas encabezado por su Ley de Ayuda en el Extranjero (Foreign Assistance Act) con el fin de desalentar el reconocimiento de Palestina por parte de otros países y organizaciones internacionales. Aunque estas medidas lograron sus objetivos en muchos casos, la Liga Árabe (LA) y la Organización para la Cooperación Islámica (OCI) publicaron inmediatamente sendos comunicados de reconocimiento, apoyo y solidaridad con Palestina, que fue aceptada como estado miembro en ambas organizaciones.  
En febrero de 1989, el representante de la OLP declaró ante el Consejo de Seguridad de las Naciones Unidas que su país contaba ya con el reconocimiento de 94 estados. A partir de ese momento, Palestina pasó a solicitar su ingreso con categoría de estado en diversas agencias de las Naciones Unidas, pero sus esfuerzos se vieron frustrados por la amenaza de EE. UU. de retirar la financiación de cualquier organización que admitiese a Palestina. Por ejemplo, en abril de ese mismo año, la OLP solicitó el ingreso de Palestina como estado miembro de la Organización Mundial de la Salud, una solicitud que no fue aceptada después de que EE. UU. informara a la organización de que le retiraría los fondos si Palestina acababa siendo admitida. En mayo, un grupo de Estados miembros de la OCI enviaron a la UNESCO una solicitud de ingreso en nombre de Palestina y listaron un total de 91 estados que habían reconocido al Estado de Palestina por entonces.
En junio de 1989, la OLP envió al gobierno de Suiza una carta de solicitud de ingreso para las Convenciones de Ginebra de 1949. Sin embargo, Suiza, como estado depositario, determinó que dado que la cuestión del Estado de Palestina no se había acordado de una manera definitiva en la comunidad internacional, se veía incapaz de determinar si las cartas constituían un instrumento de acceso válido.

Debido a la indefinición dentro de la comunidad internacional en cuanto a la existencia o no existencia de un Estado de Palestina y mientras que el asunto no se resuelva en un marco apropiado, el gobernó suizo, en su condición de depositario de las Convenciones de Ginebra y de sus Protocolos adicionales, no se encuentra en posición de decidir si esta comunicación puede ser considerada como un instrumento de acceso en el sentido de las provisiones pertinentes de las Convenciones y sus Protocolos adicionales.
"Nota informativa" (Comunicado de prensa) del Gobierno de Suiza. 13 de septiembre de 1989

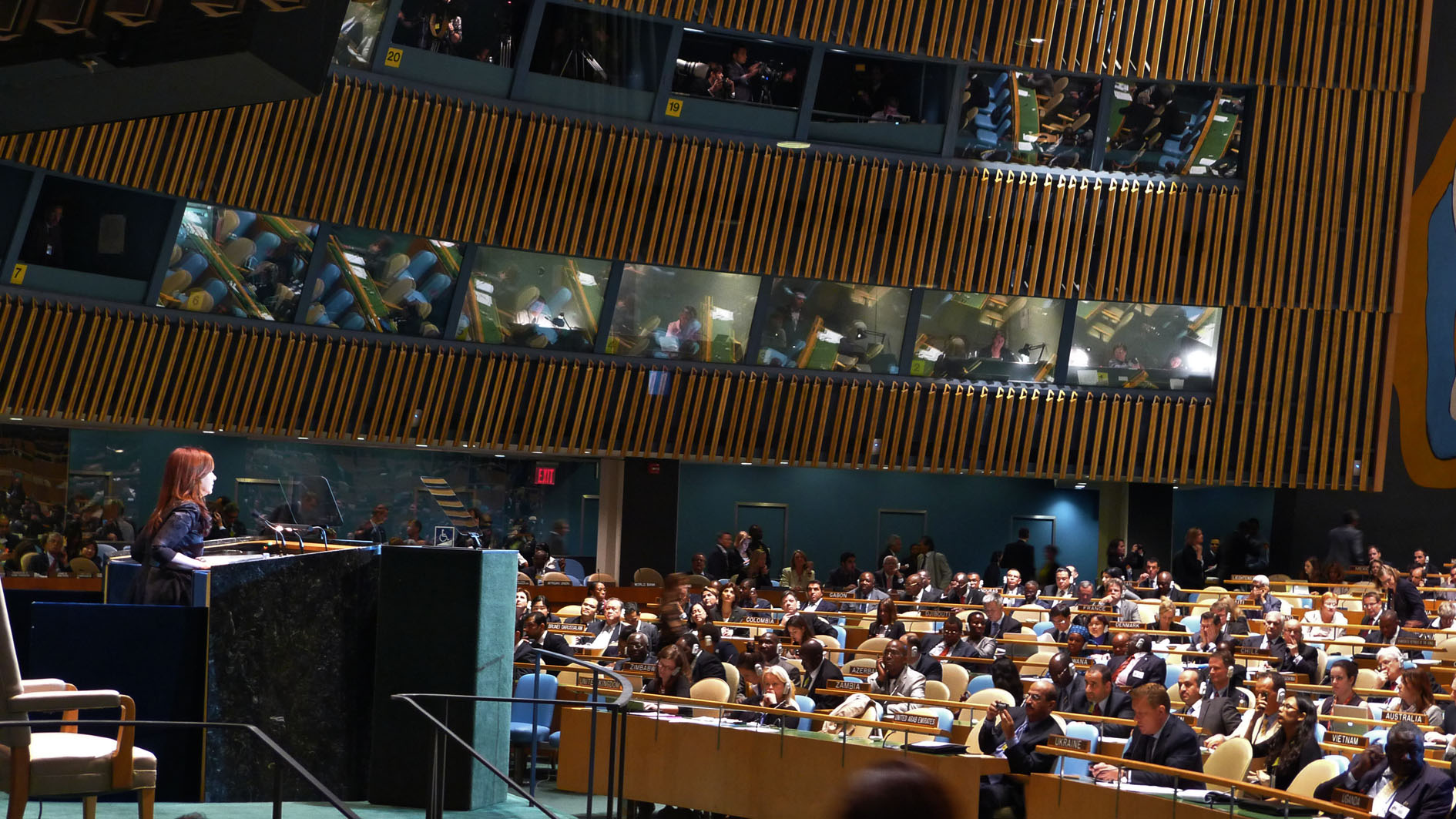
La presidenta argentina Cristina Fernández defiende ante la Asamblea General de las Naciones Unidas el derecho de Palestina de ser considerado miembro de pleno derecho de la ONU (2011).

Por este motivo, en noviembre de 1989, la Liga Árabe propuso una resolución en la Asamblea General de las Naciones Unidas a fin de reconocer formalmente a la OLP como el gobierno de un estado palestino independiente. El borrador, sin embargo, fue abandonado cuando los EE. UU. volvieron a amenazar con cortar su financiación de las Naciones Unidas si la votación seguía adelante. Los estados árabes llegaron a un acuerdo para detener la resolución, pero exigieron a los EE. UU. que prometiesen que no volverían a amenazar a las Naciones Unidas con sanciones financieras nunca más.
De entre las primeras declaraciones de reconocimiento del Estado de Palestina, algunas fueron enunciadas de una manera ambigua. Por otro lado, las dudas de otros países no significaban necesariamente que no considerasen a Palestina como un estado. Esto ha podido provocar un cierto grado de confusión con respecto al número de estados que reconocen oficialmente al estado declarado en 1988. Las cifras citadas son, a menudo, contradictorias, si bien es frecuente hablar de más de 130 países. En julio de 2011, en una entrevista con el diario israelí Haaretz, el embajador palestino ante las Naciones Unidas Riad Mansur afirmó que 122 estados habían formalizado su reconocimiento hasta aquel momento. A finales de dicho mes, la OLP publicó un informe sobre por qué los gobiernos del mundo deberían reconocer al Estado de Palestina y enumeró los 122 países que ya lo habían hecho. Para septiembre de 2011, Mansur declaró que la cifra había llegado a 139.

## Postura israelí

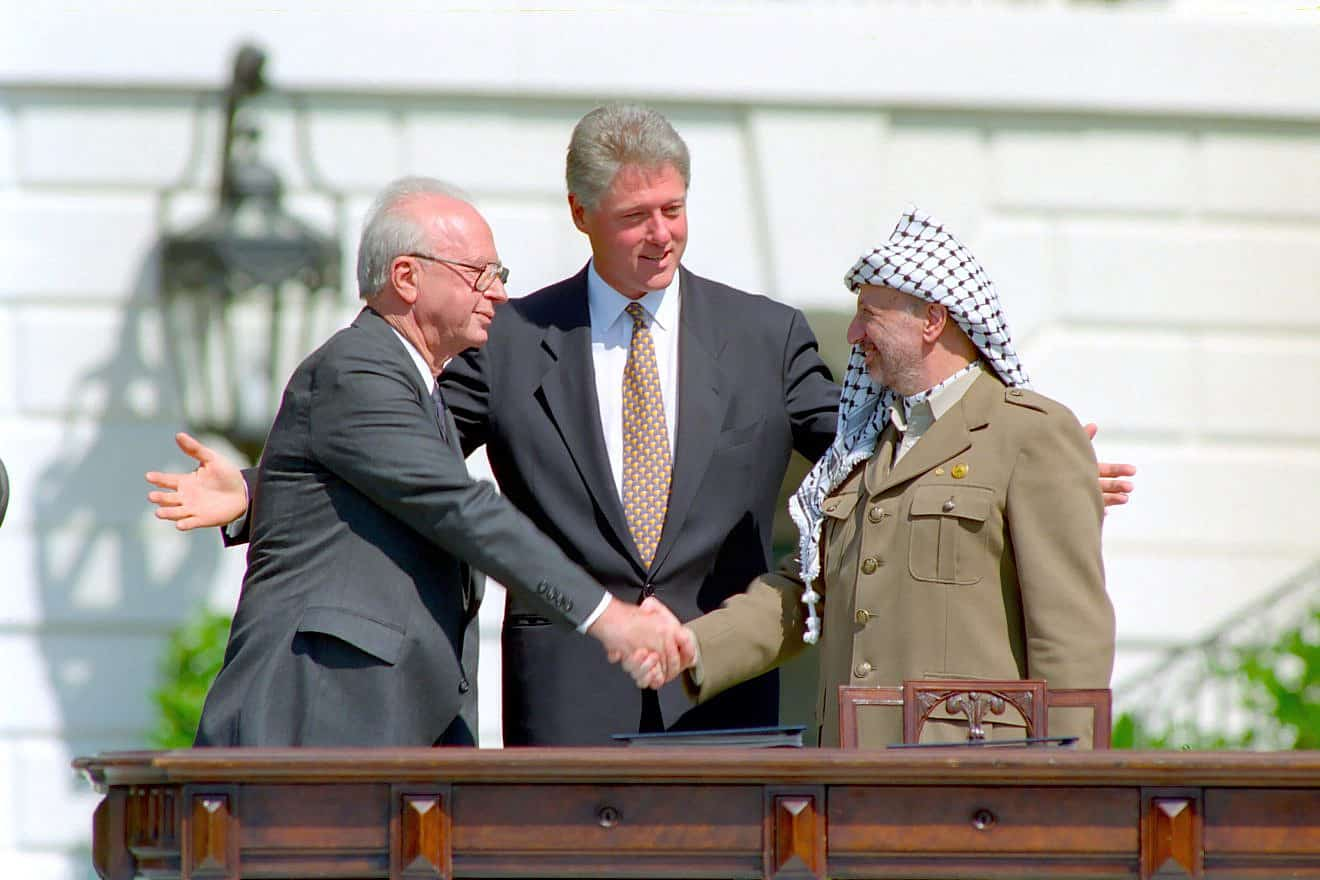
Isaac Rabin y Yasir Arafat, junto con Bill Clinton, en la Casa Blanca (1993).

Entre el final de la guerra de los Seis Días en 1967 y los Acuerdos de Oslo en 1993, ningún gobierno israelí propuso la creación de un Estado palestino. Incluso después de la creación de la Autoridad Nacional Palestina en 1994, la mayoría de políticos israelíes se oponían a la idea. Durante su primer gobierno (1996-1999), Benjamín Netanyahu llegó hasta el punto de acusar a los dos gobiernos previos, encabezados por Isaac Rabin y Shimon Peres respectivamente, de hacer más factible lo que él calificó del «peligro» de un Estado palestino, y declaró que el principal objetivo de sus políticas sería asegurarse de que la Autoridad Nacional Palestina no evolucionaba más allá de una mera autonomía.
En noviembre de 2001, Ariel Sharón fue el primer líder de un gobierno israelí en proclamar que un Estado palestino era la solución al conflicto y que la creación de dicho Estado era el objetivo de su administración. El gobierno de Ehud Ólmert mantuvo el mismo objetivo. Tras la inauguración de un nuevo gobierno liderado por Netanyahu en 2009, la postura israelí dio de nuevo un giro de 180 grados, con su primer ministro declarando que un Estado palestino suponía un peligro real para Israel. Sin embargo, la postura del gobierno volvió a cambiar bajo la presión de la administración Obama: el 14 de junio de 2009, Netanyahu habló por primera vez de un Estado palestino desmilitarizado y reducido territorialmente. Esta postura tuvo que afrontar algunas críticas por la falta de concreción en cuanto a los territorios que pertenecerían al futuro Estado de Palestina.
Por lo general, los gobiernos israelíes aceptan ya la idea de que habrá de establecerse un Estado palestino, pero alegan cuestiones de seguridad para rechazar las fronteras de 1967 como obligatorias o como base para las negociaciones de una frontera definitiva. Los expertos militares israelíes argumentan que dichas fronteras son estratégicamente indefensibles. También se oponen al plan palestino de obtener un reconocimiento de Estado mediante una votación de la Asamblea General de las Naciones Unidas, ya que afirman que esta política no hace honor a los Acuerdos de Oslo, en los que ambos bandos aceptaron no realizar movimientos unilaterales.

## Palestina en las Naciones Unidas

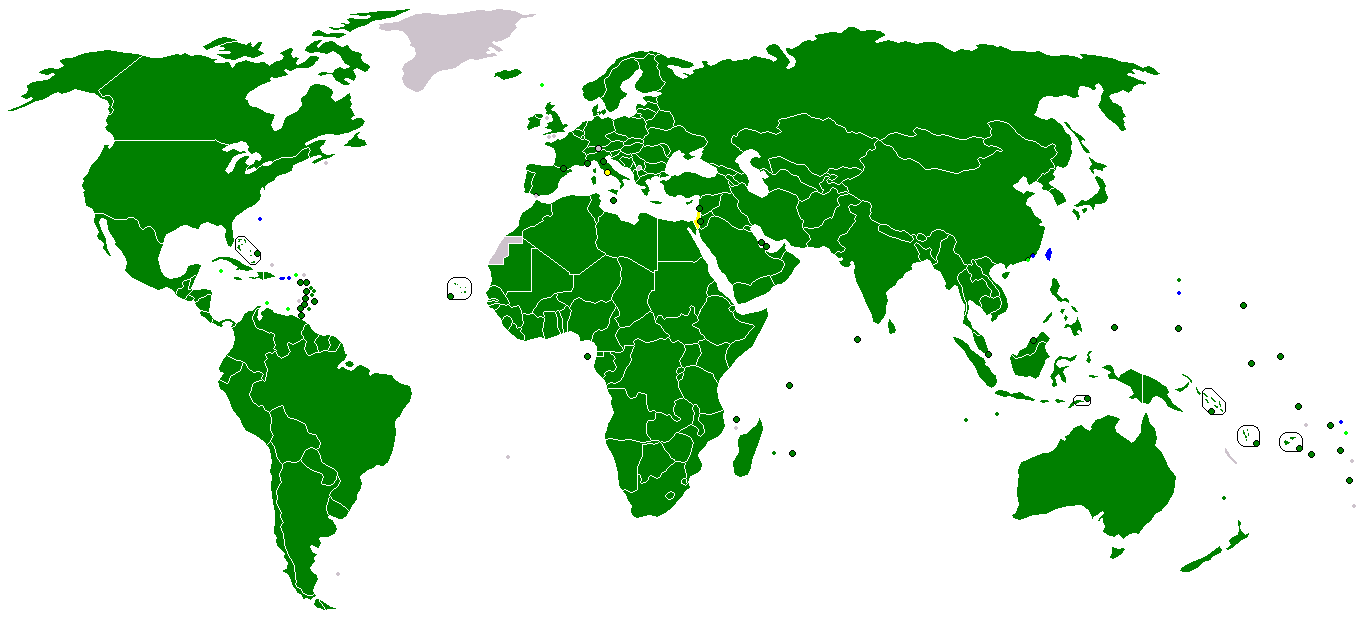
Estados miembros de la UNESCO. Palestina fue admitida como Estado miembro de esta organización el 23 de noviembre de 2011.

El 14 de octubre de 1974, la Organización para la Liberación de Palestina (OLP) fue reconocida por la Asamblea General de las Naciones Unidas como representante del pueblo palestino y se le concedió el derecho de participar en las deliberaciones de la Asamblea General en las sesiones plenarias que debatiesen la cuestión palestina.
Un mes más tarde, el 22 de noviembre, la OLP obtuvo el estatus de “no-estado observador”, lo que le permitía participar en todas las sesiones de la Asamblea General, así como en otras plataformas de la ONU.
El 15 de diciembre de 1988, la resolución 43/177 de la Asamblea General de las Naciones Unidas “reconoció” la Declaración de Independencia de Palestina proclamada un mes antes y reemplazó el título de “Organización para la Liberación de Palestina” por simplemente “Palestina” en todo el sistema organizativo de las Naciones Unidas.
El 29 de noviembre de 2012, la ONU concedió a Palestina la categoría de “estado no miembro observador” en la resolución 67/19 de la Asamblea General de las Naciones Unidas, dándole implícitamente reconocimiento de Estado.
El 17 de diciembre de 2012, el Jefe de Protocolo de la ONU Yeocheol Yoon decidió que “la denominación Estado de Palestina será utilizada por la Secretaría en todos los documentos oficiales de las Naciones Unidas”.

### Solicitud de ingreso como estado miembro de la ONU (2011)

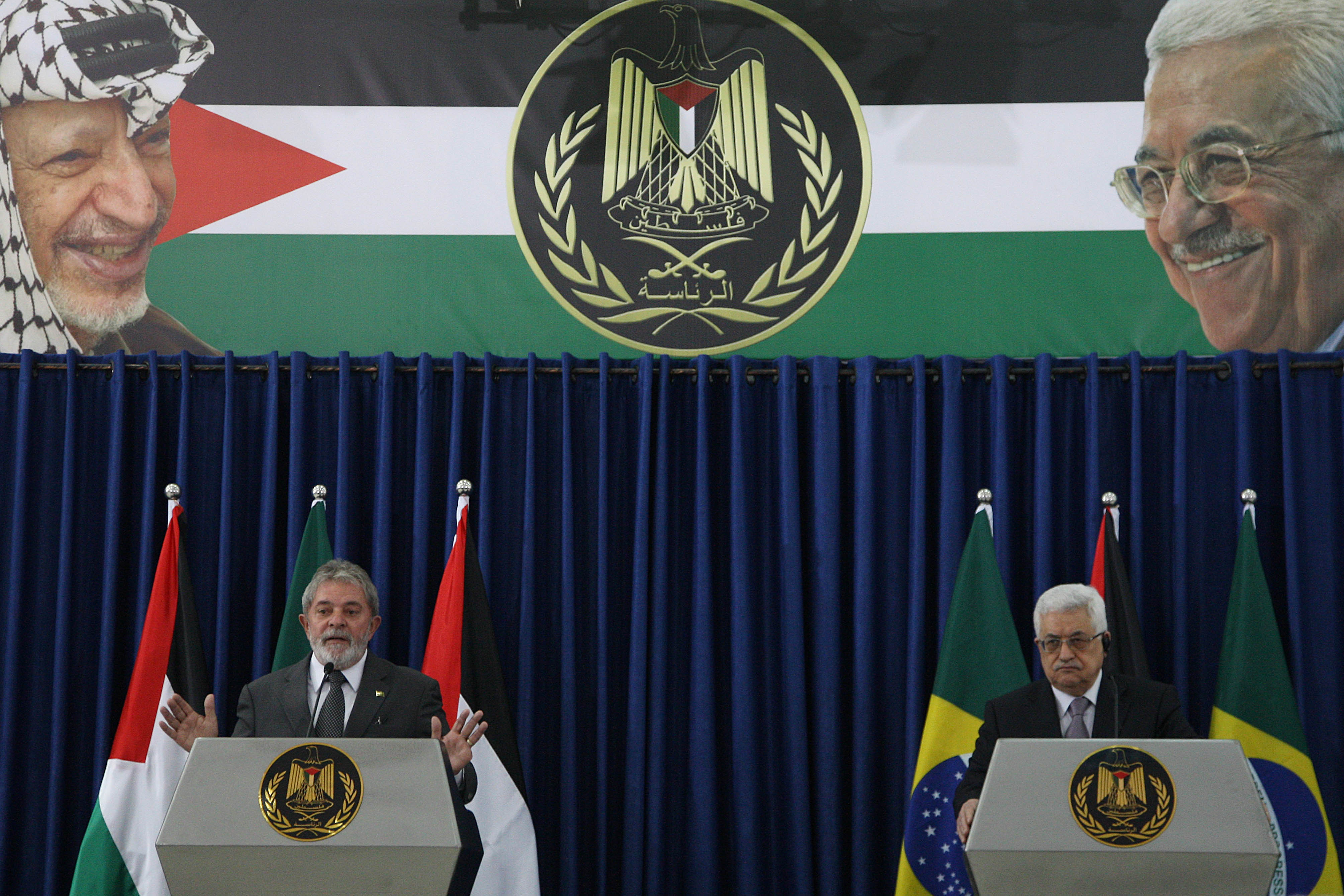
El presidente de Brasil, Luiz Inácio Lula da Silva, reconoció oficialmente al Estado de Palestina en diciembre de 2010.

Tras dos años de estancamiento en las negociaciones de paz con Israel, la Autoridad Nacional Palestina comenzó una campaña diplomática para obtener el reconocimiento del Estado de Palestina con las fronteras anteriores a la Guerra de los Seis Días y con Jerusalén Este como su capital. El proceso, que dio comienzo a finales de 2009 obtuvo una enorme repercusión el 23 de septiembre de 2011, cuando el presidente palestino Mahmoud Abbas formalizó en nombre de la OLP una solicitud de ingreso de Palestina como miembro de las Naciones Unidas. Esto constituiría un reconocimiento colectivo del Estado de Palestina que permitiría a su gobierno realizar reclamaciones legales contra otros estados en los tribunales internacionales.
Para que la Asamblea General otorgue a un estado la categoría de miembro, su solicitud debe contar con el apoyo de dos tercios de los Estados miembro y llegar con una recomendación de admisión previa el Consejo de Seguridad. Ante la perspectiva de un más que probable veto estadounidense, los dirigentes palestinos indicaron que podrían optar por una mejora más limitada en su estatus: su consideración como “estado no miembro”, que solo requiere de una mayoría sencilla en la Asamblea General para ser aceptada, ya les proporcionaba en gran medida el reconocimiento que deseaban.    
La campaña, bautizada como “Palestina 194” (ya que Palestina sería el estado número 194 en la ONU), fue apoyada formalmente por la Liga Árabe en mayo y confirmada por la OLP el 26 de junio. La decisión, catalogada por el gobierno israelí como “un paso unilateral” y por el gobierno palestino como “esencial para salir del estancamiento actual”, fue denunciada así mismo por otros países como Alemania y Canadá que reclamaron una pronta vuelta a las negociaciones. En cambio, otros países como Rusia o Noruega dieron su visto bueno al plan. El Secretario General de las Naciones Unidas, Ban Ki-moon, dejó entrever que no objetaría a la propuesta y dejaría que fuese la Asamblea General quien decidiese, al afirmar que “los estados miembro de la ONU tienen la capacidad de votar a favor o en contra del reconocimiento del Estado de Palestina en la ONU”.

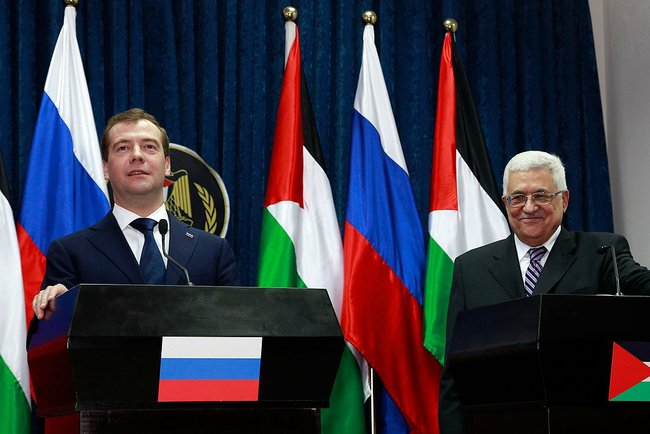
El presidente ruso Dmitri Medvédev confirmó el apoyo de Rusia al Estado de Palestina en enero de 2011.

Los esfuerzos diplomáticos desplegados para obtener el apoyo a esta solicitud ganaron fuerza tras una serie de reconocimientos consecutivos por parte de países sudamericanos a comienzos de 2011. Delegaciones diplomáticas de alto nivel encabezadas por Yasser Abed Rabbo, Riyad al-Maliki, Saeb Erekat, Nabil Shaath y Riad Mansur visitaron un buen número de estados. Los embajadores palestinos, ayudados por los de otros países árabes, recibieron el encargo de recabar los apoyos de los países en los que estaban destinados. Durante los días previos a la votación, países como Rusia, China y España anunciaron públicamente su apoyo a la propuesta palestina, que también recibió el respaldo de organizaciones supranacionales como la Unión Africana y el Movimiento de Países no Alineados.
Israel no se cruzó de brazos y desplegó su diplomacia para contrarrestar esta iniciativa, consiguiendo que Alemania, Italia, Canadá y los EE. UU. anunciaran públicamente que votarían en contra de la resolución. Israel y los EE. UU. comenzaron una campaña de presiones sobre otros países para que se abstuvieran o votasen en contra. Sin embargo, el entonces embajador israelí ante las Naciones Unidas, Ron Prosor, mostró sus pocas esperanzas ante estas iniciativas, afirmando que “lo máximo que podemos aspirar a conseguir es que un grupo de estados se abstengan o se ausenten durante el voto. Solo unos pocos países votarán contra la iniciativa palestina”.
Los esfuerzos diplomáticos estadounidenses e israelíes también tuvieron forma de presiones sobre la propia Autoridad Nacional Palestina. En Estados Unidos, tanto el Congreso como el Senado aprobaron iniciativas que denunciaban la propuesta palestina y pedían al presidente Barack Obama que la vetase, amenazando con retirar los fondos de ayuda a Cisjordania. Una nueva iniciativa del Congreso solicitaba que los EE. UU. retirasen su financiación a toda agencia de las Naciones Unidas que apoyase una mejora en el estatus de Palestina, una amenaza de la que también se hicieron eco la embajadora de los EE. UU. en la ONU, Susan Rice, y el cónsul general estadounidense en Jerusalén, Daniel Rubinstein. También trascendió que el Ministerio de Economía israelí había retenido los fondos debidos a la Autoridad Nacional Palestina, puesto que según los Acuerdos de Oslo es Israel quien se encarga de recaudar los impuestos entre la población palestina para posteriormente transferirlos a la ANP. Al mismo tiempo, el ministro de Asuntos Exteriores israelí Avigdor Lieberman acusó a los palestinos de incumplir los Acuerdos de Oslo y apostó por romper todos los lazos con la Autoridad Nacional Palestina.

### Estado observador no miembro

Votación para el reconocimiento del Estado de Palestina como Estado Observador no miembro de la ONU en 2012.
A favor
En contra
Abstención
Ausente

Finalmente, en septiembre de 2012, Palestina decidió solicitar una mejora de su estatus dentro de las Naciones Unidas, pasando de “entidad observadora” a “estado observador no miembro”. El 27 de noviembre de ese mismo año se anunció la cumplimentación de la solicitud formal, que sería votada por la Asamblea General de las Naciones Unidas dos días después, el 29 de noviembre. Además de solicitar el cambio de estatus, el borrador de la resolución “Expresa la esperanza de que el Consejo de Seguridad considere favorablemente la solicitud presentada el 23 de septiembre de 2011 por el Estado de Palestina para su admisión como miembro de pleno derecho de las Naciones Unidas” y “Reafirma el derecho del pueblo palestino a la libre determinación y a la independencia en su Estado de Palestina en el territorio palestino ocupado desde 1967”.   
El jueves 29 de noviembre de 2012, la Asamblea General de las Naciones Unidas aprobó la resolución 67/19 con 138 votos a favor, 9 en contra y 41 abstenciones. Esta resolución otorga a Palestina el estatus de “estado observador no miembro”, lo que la equipara con el estatus que posee la Santa Sede. The Independent describió este movimiento como “un reconocimiento de facto de un Estado de Palestina soberano”, mientras que El País hablaba de "la admisión de Palestina como Estado observador no miembro de la ONU -lo que equivale políticamente al reconocimiento del Estado palestino". Los nueve países que votaron “no” fueron los Estados Unidos, Israel, Canadá, República Checa, Panamá, Islas Marshall, Micronesia, Nauru y Palaos.
La aprobación de esta resolución supuso un hito histórico para el Estado de Palestina y sus ciudadanos, así como un revés diplomático para Israel y los Estados Unidos. Su nuevo estatus como estado observador en las Naciones Unidas permitió al Estado de Palestina unirse a toda una serie de tratados internacionales y agencias especializadas de la ONU, al tratado de las Leyes del Mar y a la Corte Penal Internacional. También le permitirá reclamar sus derechos legales sobre sus aguas territoriales y su espacio aéreo como un Estado soberano reconocido por las Naciones Unidas, así como demandar la soberanía sobre su propio territorio en la Corte Internacional de Justicia y denunciar en la Corte Penal Internacional “crímenes contra la humanidad” y crímenes de guerra, entre los que se podría incluir la ocupación del Estado de Palestina.
Las Naciones Unidas permitieron a Palestina denominar a su oficina diplomática en la ONU con el título "Misión Observadora Permanente del Estado de Palestina en las Naciones Unidas”, lo que ha sido interpretado por muchos como un reconocimiento de facto de la soberanía del Estado de Palestina según el derecho internacional. Palestina ha comenzado a renombrarse como Estado de Palestina en los sellos postales, documentos oficiales y pasaportes, y ha dado instrucciones a sus diplomáticos de que se identifiquen como representantes del Estado de Palestina, en lugar de la fórmula anterior, Autoridad Nacional Palestina. Además, el 17 de diciembre de 2012, el jefe de protocolo de la ONU Yeocheol Yoon decidió que “la designación del Estado de Palestina será usada por el Secretariado en todos los documentos oficiales de las Naciones Unidas”, reconociendo la fórmula “Estado de Palestina” como el nombre oficial de la nación palestina.

### Solicitud de ingreso como estado miembro de la ONU (2024)
El 18 de abril de 2024, el Consejo de Seguridad de la ONU votó una solicitud en la que se pedía que el «Estado de Palestina sea admitido como miembro de las Naciones Unidas». El primer requisito para la aceptación de esta solicitud, que nueve de los quince países del Consejo votasen a favor, se superó sin problemas cuando doce países votaron a favor (Francia, Japón, Corea del Sur, Eslovenia, Sierra Leona, Rusia, Mozambique, Malta, Guyana, Ecuador, China y Argelia), dos se abstuvieron (Reino Unido y Suiza) y solo uno votó en contra (Estados Unidos). Sin embargo, este último país utilizó su derecho de veto para que la solicitud resultase denegada.
El 10 de mayo de 2024, la Asamblea General de la ONU respaldó el intento de Palestina para convertirse en un Estado miembro de pleno derecho de la ONU, reconociendo que cumple con todos los requisitos necesarios para su admisión, por lo que devolvió la solicitud al Consejo de Seguridad, para que «reconsidere el asunto favorablemente». La resolución fue aprobada con 143 votos a favor, 25 abstenciones y nueve votos en contra: Estados Unidos, Israel, Argentina, República Checa, Hungría, Papúa Nueva Guinea, Micronesia, Nauru y Palaos. La resolución aprobada incluye un anexo que otorga derechos adicionales a la misión palestina en la ONU, que se prevé entren en vigor a partir de la 79.ª sesión de la Asamblea.

### Agencias de la ONU y organizaciones internacionales
A lo largo de los años, el Estado de Palestina ha conseguido acceder como miembro de pleno derecho a diversas agencias de la ONU como UNESCO, así como organismos internacionales como Interpol o la Corte Penal Internacional. Así mismo, ha entrado como estado observador en otros organismos como la Organización Mundial de la Salud o la propia ONU.  
| Nombre                                    | Tipo de organización       | Fecha de acceso          | Notas | Estatus    |
| ----------------------------------------- | -------------------------- | ------------------------ | --- | ---------- |
| Confederación Sindical Internacional      | Organización Internacional |                          | La Federación General de Sindicatos de Palestina es miembro de pleno derecho de la Confederación Sindical Internacional. | Miembro    |
| Organización para la Cooperación Islámica | Organización Regional      | 1969                     | La Organización para la Cooperación Islámica fue el primer organismo supranacional en reconocer a Palestina como estado miembro, y lo hizo en 1969, cuando aún se conocía como Organización de la Conferencia Islámica.                               | Miembro    |
| Liga Árabe                                | Organización Regional      | 1976                     | La Liga Árabe aceptó inicialmente como miembro de pleno derecho a la OLP, cuyo lugar fue ocupado por Palestina en 1988, tras su Declaración de Independencia.                                                                                         | Miembro    |
| Comité Olímpico Internacional             | Organización Internacional | 1995                     | El Comité Olímpico Palestino solicitó por primera vez su ingreso en el COI en 1986, y fue finalmente admitido en 1995. | Miembro    |
| FIFA                                      | Organización Internacional | 1998                     | La Federación Palestina de Fútbol, fundada en 1962, fue aceptada como miembro de pleno derecho en la FIFA en 1998. | Miembro    |
| Organización Mundial del Turismo          | Agencia de la ONU          | 1999                     | | Observador |
| Organización Mundial de la Salud          | Agencia de la ONU          | 19 de mayo de 2000       | La Organización Mundial de la Salud adoptó dos resoluciones en su quincuagésimo tercera asamblea, celebrada el 19 de mayo de 2000. La segunda de estas resoluciones decidió conceder a Palestina el mismo estatus en la OMS del que gozase en la ONU. | Observador |
| Media Luna Roja                           | Organización Internacional | 22 de junio de 2006      | La Federación Internacional de la Cruz Roja y la Media Luna Roja admitió el ingreso de Israel (Magen David Adom) y Palestina (Media Luna Roja Palestina) el mismo día.                                                                                | Miembro    |
| UNESCO                                    | Agencia de la ONU          | 23 de noviembre de 2011  | Palestina fue aceptada como miembro tras una votación con 107 votos a favor, 14 en contra y 52 abstenciones. | Miembro    |
| Corte Penal Internacional                 | Organismo internacional    | 1 de abril de 2015       | El Estado de Palestina firmó el Estatuto de Roma el 2 de enero de 2015, y su ingreso como estado miembro de la Corte Penal Internacional se hizo efectivo el 1 de abril de 2015, con efectos retroactivos hasta el 13 de junio de 2014.               | Miembro    |
| Interpol                                  | Organismo internacional    | 27 de septiembre de 2017 | Palestina fue aceptada tras una votación con 75 votos a favor, 24 en contra y 34 abstenciones. | Miembro    |

## Posturas oficiales de los Estados

### Reconocimiento diplomático

#### Estados miembros (de pleno derecho) de la ONU
Desde el 5 de febrero de 2025, 147 de los 193 Estados miembros de pleno derecho de las Naciones Unidas (el 76,15 %) han reconocido al Estado de Palestina. La lista enumerada más abajo se basa en la lista ofrecida por la Organización para la Liberación de Palestina durante su campaña de 2011 en pro del reconocimiento de Palestina como Estado miembro de la ONU, así como por la ofrecida por su Misión Observadora Permanente en las Naciones Unidas; las fechas de reconocimiento están obtenidas de esta última.
Los Estados marcados con un asterisco (*) en la lista han reconocido expresamente al Estado de Palestina en las fronteras del 4 de junio de 1967 (es decir, Cisjordania, la Franja de Gaza y Jerusalén Este), que estaban en manos de países árabes antes de la guerra de los Seis Días. 
| N.º | Nombre                          | Fecha del reconocimiento | Relaciones Diplomáticas | Organizaciones supranacionales y otros detalles relevantes |
| --- | ------------------------------- | ------------------------ | ----------------------- | --- |
| 1   | Argelia                         | 15 de noviembre de 1988  | Sí                      | Liga Árabe, Organización para la Cooperación Islámica, Unión Africana |
| 2   | Baréin                          | 15 de noviembre de 1988  | Sí                      | Liga Árabe, Organización para la Cooperación Islámica |
| 3   | Irak                            | 15 de noviembre de 1988  | Sí                      | Liga Árabe, Organización para la Cooperación Islámica |
| 4   | Kuwait                          | 15 de noviembre de 1988  | Sí                      | Liga Árabe, Organización para la Cooperación Islámica |
| 5   | Libia                           | 15 de noviembre de 1988  | Sí                      | Liga Árabe, Organización para la Cooperación Islámica, Unión Africana |
| 6   | Malasia                         | 15 de noviembre de 1988  | Sí                      | Organización para la Cooperación Islámica, Mancomunidad de Naciones |
| 7   | Mauritania                      | 15 de noviembre de 1988  | Sí                      | Liga Árabe, Organización para la Cooperación Islámica, Unión Africana |
| 8   | Marruecos                       | 15 de noviembre de 1988  | Sí                      | Liga Árabe, Organización para la Cooperación Islámica, Unión Africana |
| 9   | Somalia                         | 15 de noviembre de 1988  | Sí                      | Liga Árabe, Organización para la Cooperación Islámica, Unión Africana |
| 10  | Túnez                           | 15 de noviembre de 1988  | Sí                      | Liga Árabe, Organización para la Cooperación Islámica, Unión Africana |
| 11  | Turquía                         | 15 de noviembre de 1988  | Sí                      | Organización para la Cooperación Islámica |
| 12  | Yemen                           | 15 de noviembre de 1988  | Sí                      | Liga Árabe, Organización para la Cooperación Islámica |
| 13  | Afganistán                      | 16 de noviembre de 1988  | Sí                      | Organización para la Cooperación Islámica Más detalles: el reconocimiento fue llevado a cabo por la República Democrática de Afganistán. |
| 14  | Bangladés                       | 16 de noviembre de 1988  | Sí                      | Organización para la Cooperación Islámica, Mancomunidad de Naciones |
| 15  | Cuba                            | 16 de noviembre de 1988  | Sí                      | Organización de los Estados Americanos |
| 16  | Indonesia                       | 16 de noviembre de 1988  | Sí                      | Organización para la Cooperación Islámica |
| 17  | Jordania                        | 16 de noviembre de 1988  | Sí                      | Liga Árabe, Organización para la Cooperación Islámica |
| 18  | Madagascar                      | 16 de noviembre de 1988  | No                      | Unión Africana |
| 19  | Nicaragua                       | 16 de noviembre de 1988  | Sí                      | |
| 21  | Pakistán                        | 16 de noviembre de 1988  | Sí                      | Organización para la Cooperación Islámica, Mancomunidad de Naciones |
| 22  | Catar                           | 16 de noviembre de 1988  | Sí                      | Liga Árabe, Organización para la Cooperación Islámica |
| 23  | Arabia Saudí                    | 16 de noviembre de 1988  | Sí                      | Liga Árabe, Organización para la Cooperación Islámica |
| 24  | Emiratos Árabes Unidos          | 16 de noviembre de 1988  | Sí                      | Liga Árabe, Organización para la Cooperación Islámica |
| 25  | Serbia                          | 16 de noviembre de 1988  | Sí                      | Más detalles: el reconocimiento fue realizado por la República Federativa Socialista de Yugoslavia. Si bien la ONU nunca reconoció como su sucesora a la Unión Estatal de Serbia y Montenegro, posteriormente llamada simplemente Serbia y Montenegro, y a su vez sucedida por Serbia en 2006, Serbia afirma ser la sucesora de Yugoslavia y se adhiere a todas las ratificaciones, firmas y reconocimientos realizados por esta. |
| 26  | Zambia                          | 16 de noviembre de 1988  | Sí                      | Unión Africana, Mancomunidad de Naciones |
| 27  | Albania                         | 17 de noviembre de 1988  | Sí                      | Organización para la Cooperación Islámica Más detalles: reconocimiento llevado a cabo por la República Socialista Popular de Albania. |
| 28  | Brunéi                          | 17 de noviembre de 1988  | Sí                      | Organización para la Cooperación Islámica, Mancomunidad de Naciones |
| 29  | Yibuti                          | 17 de noviembre de 1988  | Sí                      | Liga Árabe, Organización para la Cooperación Islámica, Unión Africana |
| 30  | Mauricio                        | 17 de noviembre de 1988  | Sí                      | Unión Africana, Mancomunidad de Naciones |
| 31  | Sudán                           | 17 de noviembre de 1988  | Sí                      | Liga Árabe, Organización para la Cooperación Islámica, Unión Africana |
| 32  | Chipre*                         | 18 de noviembre de 1988  | Sí                      | Unión Europea, Mancomunidad de Naciones Más detalles: en enero de 2011, el gobierno chipriota reafirmó su reconocimiento del Estado de Palestina en 1988, a lo cual añadió que no reconocería ningún cambio de las fronteras existentes antes de 1967. |
| 33  | Eslovaquia                      | 18 de noviembre de 1988  | Sí                      | Unión Europea Más detalles: el reconocimiento fue llevado a cabo por la República Socialista de Checoslovaquia. Tras su disolución, tanto la República Checa como Eslovaquia mantuvieron sus lazos con el Estado de Palestina. |
| 34  | Egipto                          | 18 de noviembre de 1988  | Sí                      | Liga Árabe, Organización para la Cooperación Islámica, Unión Africana |
| 35  | Gambia                          | 18 de noviembre de 1988  | Sí                      | Organización para la Cooperación Islámica, Unión Africana, Mancomunidad de Naciones |
| 36  | India                           | 18 de noviembre de 1988  | Sí                      | Mancomunidad de Naciones |
| 37  | Nigeria                         | 18 de noviembre de 1988  | Sí                      | Organización para la Cooperación Islámica, Unión Africana, Mancomunidad de Naciones |
| 38  | Rusia                           | 19 de noviembre de 1988  | Sí                      | Miembro permanente del Consejo de Seguridad de las Naciones Unidas Más detalles: el reconocimiento fue llevado a cabo por la Unión de Repúblicas Socialistas Soviéticas. En enero de 2011, el presidente Dmitri Medvédev confirmó la postura rusa. |
| 39  | Seychelles                      | 18 de noviembre de 1988  | Sí                      | Unión Africana, Mancomunidad de Naciones |
| 40  | Sri Lanka                       | 18 de noviembre de 1988  | Sí                      | Mancomunidad de Naciones |
| 41  | Bielorrusia                     | 19 de noviembre de 1988  | Sí                      | Más detalles: el reconocimiento fue llevado a cabo por la República Socialista Soviética de Bielorrusia. Bielorrusia es la sucesora legal de aquella entidad, y en la constitución bielorrusa se afirma: “las leyes, decretos y otras legislaciones que fueran de aplicación en el territorio de la República de Bielorrusia antes de la entrada en vigor de la actual Constitución se aplicarán siempre y cuando no sean contrarias a la Constitución de Bielorrusia." |
| 42  | Guinea                          | 19 de noviembre de 1988  | Sí                      | Organización para la Cooperación Islámica, Unión Africana |
| 43  | Namibia                         | 19 de noviembre de 1988  | Sí                      | Unión Africana, Mancomunidad de Naciones Más detalles: el reconocimiento fue llevado a cabo por la Organización del Pueblo de África del Sudoeste (SWAPO en sus siglas inglesas) cuando aún aparecía como entidad observadora dentro de la ONU. El actual Estado de Namibia fue creado por la SWAPO. |
| 44  | Ucrania                         | 19 de noviembre de 1988  | Sí                      | Más detalles: el reconocimiento fue llevado a cabo por la República Socialista Soviética de Ucrania, de la cual Ucrania es la sucesora legal. La república actual continúa con todos los “derechos y deberes adquiridos en los acuerdos internacionales de la Unión Soviética que no contradigan la Constitución de Ucrania y los intereses de la República”. |
| 45  | Vietnam                         | 19 de noviembre de 1988  | Sí                      | |
| 46  | China*                          | 20 de noviembre de 1988  | Sí                      | Miembro permanente del Consejo de Seguridad de las Naciones Unidas |
| 47  | Burkina Faso                    | 21 de noviembre de 1988  | Sí                      | Organización para la Cooperación Islámica, Unión Africana |
| 48  | Comoras                         | 21 de noviembre de 1988  | Sí                      | Liga Árabe, Organización para la Cooperación Islámica, Unión Africana |
| 49  | Guinea-Bisáu                    | 21 de noviembre de 1988  | Sí                      | Organización para la Cooperación Islámica, Unión Africana |
| 50  | Mali                            | 21 de noviembre de 1988  | Sí                      | Organización para la Cooperación Islámica, Unión Africana |
| 51  | Camboya                         | 21 de noviembre de 1988  | Sí                      | Más detalles: el reconocimiento fue llevado a cabo por la República Popular de Kampuchea, predecesora de la moderna Camboya. Su rival en la guerra civil que se estaba desarrollando en aquellos momentos, la Kampuchea Democrática, había anunciado su reconocimiento tres días antes. |
| 52  | Mongolia                        | 22 de noviembre de 1988  | Sí                      | Más detalles: el reconocimiento fue llevado a cabo por la República Popular de Mongolia. |
| 53  | Senegal                         | 22 de noviembre de 1988  | Sí                      | Organización para la Cooperación Islámica, Unión Africana |
| 54  | Hungría                         | 23 de noviembre de 1988  | Sí                      | Unión Europea Más detalles: el reconocimiento fue llevado a cabo por la República Popular de Hungría. |
| 55  | Cabo Verde                      | 24 de noviembre de 1988  | No                      | Unión Africana |
| 56  | Corea del Norte                 | 24 de noviembre de 1988  | Sí                      | |
| 57  | Níger                           | 24 de noviembre de 1988  | Sí                      | Organización para la Cooperación Islámica, Unión Africana |
| 58  | Rumanía                         | 24 de noviembre de 1988  | Sí                      | Unión Europea Más detalles: reconocimiento llevado a cabo por la República Socialista de Rumanía. |
| 59  | Tanzania                        | 24 de noviembre de 1988  | Sí                      | Unión Africana, Mancomunidad de Naciones |
| 60  | Bulgaria                        | 25 de noviembre de 1988  | Sí                      | Unión Europea Más detalles: reconocimiento llevado a cabo por la República Popular de Bulgaria. |
| 61  | Maldivas                        | 28 de noviembre de 1988  | Sí                      | Organización para la Cooperación Islámica, Mancomunidad de Naciones |
| 62  | Ghana                           | 29 de noviembre de 1988  | Sí                      | Unión Africana, Mancomunidad de Naciones |
| 63  | Togo                            | 29 de noviembre de 1988  | No                      | Organización para la Cooperación Islámica, Unión Africana, Mancomunidad de Naciones |
| 64  | Zimbabue                        | 29 de noviembre de 1988  | Sí                      | Unión Africana |
| 65  | Chad                            | 1 de diciembre de 1988   | Sí                      | Organización para la Cooperación Islámica, Unión Africana |
| 66  | Laos                            | 2 de diciembre de 1988   | Sí                      | |
| 67  | Sierra Leona                    | 3 de diciembre de 1988   | No                      | Organización para la Cooperación Islámica, Unión Africana, Mancomunidad de Naciones |
| 68  | Uganda                          | 3 de diciembre de 1988   | Sí                      | Organización para la Cooperación Islámica, Unión Africana, Mancomunidad de Naciones |
| 69  | República del Congo             | 5 de diciembre de 1988   | Sí                      | Unión Africana |
| 70  | Angola                          | 6 de diciembre de 1988   | Sí                      | Unión Africana |
| 71  | Mozambique                      | 8 de diciembre de 1988   | Sí                      | Organización para la Cooperación Islámica, Unión Africana, Mancomunidad de Naciones |
| 72  | Santo Tomé y Príncipe           | 10 de diciembre de 1988  | No                      | Unión Africana |
| 73  | República Democrática del Congo | 10 de diciembre de 1988  | No                      | Unión Africana Más detalles: el reconocimiento fue llevado a cabo por la República del Zaire, gobernada por Mobutu Sese Seko hasta que fuera depuesto en 1997, momento en el que este estado fue sustituido por la República Democrática del Congo durante la Primera Guerra del Congo. |
| 74  | Gabón                           | 12 de diciembre de 1988  | Sí                      | Organización para la Cooperación Islámica, Unión Africana, Mancomunidad de Naciones |
| 75  | Omán                            | 13 de diciembre de 1988  | Sí                      | Liga Árabe, Organización para la Cooperación Islámica |
| 76  | Polonia                         | 14 de diciembre de 1988  | Sí                      | Unión Europea Más detalles: el reconocimiento fue llevado a cabo por la República Popular de Polonia. |
| 77  | Botsuana                        | 19 de diciembre de 1988  | No                      | Unión Africana, Mancomunidad de Naciones |
| 78  | Nepal                           | 19 de diciembre de 1988  | No                      | |
| 79  | Burundi                         | 22 de diciembre de 1988  | No                      | Unión Africana |
| 80  | República Centroafricana        | 23 de diciembre de 1988  | No                      | Unión Africana |
| 81  | Bután                           | 25 de diciembre de 1988  | No                      | |
| 82  | Ruanda                          | 2 de enero de 1989       | No                      | Unión Africana, Mancomunidad de Naciones |
| 83  | Etiopía                         | 4 de febrero de 1989     | Sí                      | Unión Africana Más detalles: el reconocimiento fue llevado a cabo por la República Democrática Popular de Etiopía. |
| 84  | Irán                            | 4 de febrero de 1989     | Sí                      | Organización para la Cooperación Islámica |
| 85  | Benín                           | Mayo de 1989             | Sí                      | Organización para la Cooperación Islámica, Unión Africana |
| 86  | Guinea Ecuatorial               | Mayo de 1989             | No                      | Unión Africana |
| 87  | Kenia                           | Mayo de 1989             | Sí                      | Unión Africana, Mancomunidad de Naciones |
| 88  | Vanuatu                         | 21 de agosto de 1989     | Sí                      | Mancomunidad de Naciones |
| 89  | Filipinas                       | Septiembre de 1989       | Sí                      | |
| 90  | Suazilandia                     | 1 de julio de 1991       | Sí                      | Unión Africana, Mancomunidad de Naciones |
| 91  | Kazajistán                      | 6 de abril de 1992       | Sí                      | Organización para la Cooperación Islámica |
| 92  | Azerbaiyán                      | 15 de abril de 1992      | Sí                      | Organización para la Cooperación Islámica |
| 93  | Turkmenistán                    | 17 de abril de 1992      | Sí                      | Organización para la Cooperación Islámica |
| 94  | Georgia                         | 25 de abril de 1992      | Sí                      | |
| 95  | Bosnia y Herzegovina            | 27 de mayo de 1992       | Sí                      | |
| 96  | Tayikistán                      | 2 de abril de 1994       | Sí                      | Organización para la Cooperación Islámica |
| 97  | Uzbekistán                      | 25 de septiembre de 1994 | Sí                      | Organización para la Cooperación Islámica |
| 98  | Papúa Nueva Guinea              | 8 de octubre de 1994     | Sí                      | Mancomunidad de Naciones |
| 99  | Sudáfrica                       | 15 de febrero de 1995    | Sí                      | Unión Africana, Mancomunidad de Naciones |
| 100 | Kirguistán                      | 12 de septiembre de 1995 | Sí                      | Organización para la Cooperación Islámica |
| 101 | Malaui*                         | 23 de octubre de 1998    | Sí                      | Unión Africana, Mancomunidad de Naciones |
| 102 | Timor Oriental                  | 1 de marzo de 2004       | Sí                      | |
| 103 | Paraguay*                       | 25 de marzo de 2005      | Sí                      | Organización de los Estados Americanos Más detalles: el 28 de enero de 2011, el Ministerio de Asuntos Exteriores de Paraguay publicó una reafirmación por escrito del reconocimiento por parte de su gobierno del Estado de Palestina. La nota de prensa recordaba que el establecimiento de relaciones diplomáticas entre ambos gobiernos en 2005 había llevado implícito el reconocimiento mutuo. |
| 104 | Montenegro                      | 24 de julio de 2006      | Sí                      | |
| 105 | Costa Rica                      | 5 de febrero de 2008     | Sí                      | Organización de los Estados Americanos |
| 106 | Líbano*                         | 30 de noviembre de 2008  | Sí                      | Liga Árabe, Organización para la Cooperación Islámica Más detalles: la fecha proporcionada es la del primer reconocimiento oficial. En la solicitud de ingreso de Palestina en la UNESCO en mayo de 1989, Líbano aparecía listado entre los países que habían reconocido al Estado de Palestina, aunque sin fecha de reconocimiento. La lista fue presentada sin que Líbano presentase objeción alguna, pero fuentes posteriores han demostrado que el reconocimiento oficial no fue acordado hasta 2008. Fue entonces cuando el gobierno libanés aprobó el establecimiento de relaciones diplomáticas plenas con el Estado de Palestina, pero no estableció una fecha sobre cuando debía tener lugar. El 11 de agosto de 2011, el gobierno libanés acordó implementar esta decisión previa y Mahmoud Abbas inauguró formalmente la embajada de su gobierno en Beirut cinco días después, el 16 de agosto de 2011. |
| 107 | Costa de Marfil                 | 1 de diciembre de 2008   | Sí                      | Organización para la Cooperación Islámica, Unión Africana |
| 108 | Venezuela                       | 27 de abril de 2009      | Sí                      | Organización de los Estados Americanos |
| 109 | República Dominicana            | 14 de julio de 2009      | Sí                      | Organización de los Estados Americanos |
| 110 | Brasil*                         | 1 de diciembre de 2010   | Sí                      | Organización de los Estados Americanos |
| 111 | Argentina*                      | 6 de diciembre de 2010   | Sí                      | Organización de los Estados Americanos |
| 112 | Bolivia*                        | 17 de diciembre de 2010  | Si                      | Organización de los Estados Americanos |
| 113 | Ecuador*                        | 24 de diciembre de 2010  | Sí                      | Organización de los Estados Americanos |
| 114 | Chile                           | 7 de enero de 2011       | Sí                      | Organización de los Estados Americanos |
| 115 | Guyana*                         | 13 de enero de 2011      | Sí                      | Comunidad del Caribe, Organización de los Estados Americanos, Organización para la Cooperación Islámica, Mancomunidad de Naciones |
| 116 | Perú                            | 24 de enero de 2011      | Sí                      | Organización de los Estados Americanos |
| 117 | Surinam*                        | 1 de febrero de 2011     | Si                      | Comunidad del Caribe, Organización de los Estados Americanos, Organización para la Cooperación Islámica |
| 118 | Uruguay*                        | 15 de marzo de 2011      | Sí                      | Organización de los Estados Americanos |
| 119 | Lesoto*                         | 6 de junio de 2011       | No                      | Unión Africana, Mancomunidad de Naciones |
| 120 | Siria*                          | 18 de julio de 2011      | Sí                      | Liga Árabe, Organización para la Cooperación Islámica |
| 121 | Liberia                         | 19 de julio de 2011      | No                      | Unión Africana |
| 122 | El Salvador*                    | 25 de agosto de 2011     | Sí                      | Organización de los Estados Americanos |
| 123 | Honduras*                       | 26 de agosto de 2011     | Sí                      | Organización de los Estados Americanos |
| 124 | San Vicente y las Granadinas*   | 29 de agosto de 2011     | No                      | Comunidad del Caribe, Organización de los Estados Americanos, Mancomunidad de Naciones |
| 125 | Belice*                         | 9 de septiembre de 2011  | Sí                      | Comunidad del Caribe, Organización de los Estados Americanos, Mancomunidad de Naciones |
| 126 | Dominica                        | 19 de septiembre de 2011 | No                      | Comunidad del Caribe, Organización de los Estados Americanos, Mancomunidad de Naciones |
| 127 | Sudán del Sur                   | 21 de septiembre de 2011 | No                      | Unión Africana |
| 128 | Antigua y Barbuda*              | 22 de septiembre de 2011 | No                      | Comunidad del Caribe, Organización de los Estados Americanos, Mancomunidad de Naciones |
| 129 | Granada                         | 25 de septiembre de 2011 | Sí                      | Comunidad del Caribe, Organización de los Estados Americanos, Mancomunidad de Naciones |
| 130 | Islandia*                       | 15 de diciembre de 2011  | Sí                      | Asociación Europea de Libre Comercio |
| 131 | Tailandia*                      | 18 de enero de 2012      | Sí                      | Asociación de Naciones de Asia Sudoriental |
| 132 | Guatemala                       | 9 de abril de 2013       | Sí                      | Organización de los Estados Americanos |
| 133 | Haití                           | 27 de septiembre de 2013 | Sí                      | Comunidad del Caribe, Organización de los Estados Americanos |
| 134 | Suecia                          | 30 de octubre de 2014    | Sí                      | Unión Europea |
| 135 | Santa Lucía                     | 14 de septiembre de 2015 | Sí                      | Comunidad del Caribe, Organización de los Estados Americanos, Mancomunidad de Naciones |
| 136 | Colombia                        | 3 de agosto de 2018      | Sí                      | Organización de los Estados Americanos |
| 137 | San Cristóbal y Nieves*         | 30 de julio de 2019      | Sí                      | Comunidad del Caribe, Organización de los Estados Americanos, Mancomunidad de Naciones |
| 138 | Barbados*                       | 19 de abril de 2024      | Sí                      | Comunidad del Caribe, Organización de los Estados Americanos, Mancomunidad de Naciones |
| 139 | Jamaica                         | 24 de abril de 2024      | Sí                      | Comunidad del Caribe, Organización de los Estados Americanos, Mancomunidad de Naciones |
| 140 | Trinidad y Tobago               | 2 de mayo de 2024        | Sí                      | Comunidad del Caribe, Organización de los Estados Americanos, Mancomunidad de Naciones |
| 141 | Bahamas*                        | 8 de mayo de 2024        | Sí                      | Comunidad del Caribe, Organización de los Estados Americanos, Mancomunidad de Naciones |
| 142 | España*                         | 28 de mayo de 2024       | Sí                      | Unión Europea |
| 143 | Irlanda*                        | 28 de mayo de 2024       | Sí                      | Unión Europea |
| 144 | Noruega*                        | 28 de mayo de 2024       | Sí                      | Asociación Europea de Libre Comercio |
| 145 | Eslovenia*                      | 4 de junio de 2024       | Sí                      | Unión Europea |
| 146 | Armenia                         | 21 de junio de 2024      | No                      | Unión Económica Euroasiática |
| 147 | México                          | 5 de febrero de 2025     | Sí                      | OEA, G20 Más detalles: Si bien México figuraba como país que había reconocido a Palestina el 2 de junio de 2023 en documentos de las Naciones Unidas, no fue hasta el 5 de febrero de 2025 cuando la presidenta mexicana, Claudia Sheinbaum, afirmó que México reconoce a Israel y Palestina como Estados. |

### Futuro reconocimiento diplomático
| País        | Fecha prevista de reconocimiento | Relaciones Diplomáticas | Organizaciones supranacionales y otros detalles relevantes |
| ----------- | -------------------------------- | ----------------------- | --- |
| Andorra     | Septiembre de 2025               | No                      | Consejo de Europa |
| Australia   | Septiembre de 2025               | Sí                      | Mancomunidad de naciones, G20, Foro de las Islas del Pacífico |
| Canadá      | Septiembre de 2025               | Sí                      | Organización de los Estados Americanos, Mancomunidad de Naciones Más detalles: Canadá reconocerá a Palestina en septiembre de 2025, con la condición de que la Autoridad Palestina celebre elecciones generales (en las que Hamás no podrá participar) en 2026 y acepte desmilitarizar el Estado palestino.                                                                              |
| Francia     | Septiembre de 2025               | Sí                      | Unión Europea, G7, Miembro permanente del Consejo de Seguridad de las Naciones Unidas |
| Malta       | Septiembre de 2025               | Sí                      | Unión Europea, Mancomunidad de naciones |
| Reino Unido | Septiembre de 2025               | Sí                      | Mancomunidad de naciones, G7, Miembro permanente del Consejo de Seguridad de las Naciones Unidas Más detalles: El Reino Unido reconocerá a Palestina en la reunión de septiembre de 2025 de la Asamblea General de las Naciones Unidas si Israel no alcanza una paz sostenible a largo plazo y permite la entrada de ayuda humanitaria a Gaza para poner fin a la situación de hambruna. |

#### Estados observadores de la ONU
| N.º | Nombre              | Fecha del reconocimiento | Relaciones diplomáticas | Organizaciones supranacionales |
| 1   | Ciudad del Vaticano | 26 de junio de 2015      | Sí                      |                                |

#### Estados no pertenecientes a la ONU
| N.º | Nombre                                | Fecha del reconocimiento | Relaciones diplomáticas | Organizaciones supranacionales |
| 1   | República Árabe Saharahui Democrática | 15 de noviembre de 1988  | No                      | Unión Africana                 |

#### Organizaciones supranacionales
| N.º | Nombre                                    | Fecha del reconocimiento | Notas |
| --- | ----------------------------------------- | ------------------------ | --- |
| 1   | Organización para la Cooperación Islámica | 1969                     | La Organización para la Cooperación Islámica admitió a la OLP como miembro en 1969, que fue automáticamente sustituida por el Estado de Palestina tras su declaración de independencia en 1988. |
| 2   | Movimiento de Países no Alineados         | 27 de agosto de 1975     | |
| 3   | Liga Árabe                                | 6 de septiembre de 1976  | La Liga Árabe hizo a la OLP miembro de pleno derecho en 1976, y esta fue sustituida por el Estado de Palestina tras la declaración de independencia de este último en 1988.                     |

### Sin reconocimiento diplomático

#### Estados miembros de la ONU
A 21 de marzo de 2025, 47 de los 193 Estados miembros de pleno derecho de la ONU (el 24,35 %) no reconocen a Palestina:
| N.º | Nombre              | Postura oficial | Relaciones | Organizaciones supranacionales                                                                             |
| --- | ------------------- | --- | ---------- | --- |
| 1   | Alemania            | El Ministerio de Asuntos Exteriores de Alemania explica en su página web la postura oficial germanaː "La política de Alemania en Oriente Medio está sujeta a la política europea en la región. Debido a su historia, Alemania tiene una responsabilidad especial por la seguridad del Estado de Israel. Al mismo tiempo, Alemania reconoce el derecho de los palestinos a un estado propio. Alemania y sus socios creen que solo mediante negociaciones se puede conseguir un estado palestino independiente, democrático y viable que coexista hombro con hombro, en paz y seguridad con Israel." En abril de 2011, la canciller Angela Merkel catalogó la solicitud palestina de ingreso en la ONU como un “paso unilateral”, y afirmó inequívocamente que Alemania no reconocería a un Estado de Palestina sin que Israel lo haya aceptado previamente. “Los reconocimientos unilaterales no contribuyen, por lo tanto, a la consecución de este objetivo… Esta es nuestra postura ahora y esta será en septiembre. Debe haber un reconocimiento mutuo, en caso contrario no estaríamos hablando de una solución de dos Estados”. También recalcó el compromiso de su gobierno de alcanzar un acuerdo lo antes posible. “Queremos una solución de dos Estados. Queremos reconocer a un Estado de Palestina. Asegurémonos de que las negociaciones comienzan. Es urgente”. Más detalles: la República Democrática Alemana reconoció al Estado de Palestina el 18 de noviembre de 1988, pero ni la Alemania resultante de su posterior reunificación con la República Federal Alemana ni el gobierno de esta lo reconocen. | Sí         | Unión Europea                                                                                              |
| 2   | Andorra             | En enero de 2011, Andorra fue uno de los patrocinadores de un borrador de resolución que garantizaba al pueblo palestino el derecho a la autodeterminación. El ministro de Asuntos Exteriores de Andorra, Gilbert Saboya Sunyé, afirmó el 26 de septiembre de 2011 que la aspiración del pueblo palestino a tener un estado democrático y pacífico es tan legítima como el deseo de Israel de obtener una garantía de su existencia y seguridad. | No         | |
| 3   | Australia           | La política australiana es proclive a una solución de dos Estados, pero nunca ha apoyado los esfuerzos para el reconocimiento de un Estado de Palestina en el pasado, insistiendo en su lugar en una salida negociada. Ante la perspectiva de una votación sobre el reconocimiento del Estado de Palestina como “estado observador no miembro” surgió una división de opiniones en el gobierno australiano: el exministro de Asuntos Exteriores Kevin Rudd recomendó una abstención en el voto, mientras que la ex primera ministra Julia Gillard declaró su enérgico apoyo a Israel. Gillard declaró: “no hay una resolución disponible para que la gente pueda leerla o responder a ella. Si dicha resolución se pone sobre la mesa, entonces, a la hora de decidir el voto de Australia, recurriremos a nuestros muy duraderos principios sobre los asuntos de Oriente Medio. Es decir, somos desde hace tiempo defensores de una solución de dos Estados”. En 2014, Australia votó contra un borrador de resolución del Consejo de Seguridad de las Naciones Unidas que proponía la retirada de las fuerzas israelíes de Gaza y Cisjordania en 2017. | Sí         | Mancomunidad de Naciones                                                                                   |
| 4   | Austria             | Austria concedió pleno estatus diplomático a la representación de la OLP en Viena el 13 de diciembre de 1978, gobernada por aquel entonces por Bruno Kreisky. En junio de 2011, el ministro de Asuntos Exteriores Michael Spindelegger dijo de Austria “todavía no ha decidido si apoyar un reconocimiento de un Estado Palestino en la ONU”, añadiendo que prefería esperar a una postura común de la Unión Europea respecto a este asunto. “Decidiremos en el último momento porque esto podría dar (a las dos partes) la oportunidad de poner el proceso de paz de Oriente Medio de nuevo en marcha." Spindelegger también sugirió que la Unión Europea debería presentar su propia versión de esta resolución. Austria apoyó la resolución que otorgó a Palestina el estatus de Estado Observador no miembro en la ONU. Más detalles: En el anexo II de la solicitud de ingreso del Estado de Palestina en la UNESCO, Austria aparecía inicialmente listada como si hubiera reconocido a dicho estado el 14 de diciembre de 1988. Sin embargo, los países que presentaron dicha solicitud (Argelia, Indonesia, Mauritania, Nigeria, Senegal y Yemen) pidieron con posterioridad que el nombre de Austria fuese sacado de la lista. | Sí         | Unión Europea                                                                                              |
| 5   | Bélgica             | En cuanto al reconocimiento del Estado de Palestina, Bélgica apoya explícitamente la postura de la Unión Europea que defiende la solución de dos Estados. De hecho, la página web de su Ministerio de Asuntos Exteriores afirma que «Bélgica sigue apoyando la búsqueda de una solución negociada con Israel que permita la creación de un Estado Palestino, y en la que Jerusalén se convertiría en la capital de dos Estados». El 15 de julio de 2011, el Senado belga adoptó una resolución que exigía al gobierno que reconociese al Estado de Palestina con las fronteras anteriores a 1967. El primer ministro Yves Leterme recalcó la importancia de conseguir una postura única en la Unión Europea antes de septiembre de dicho año, aunque esto no llegó a suceder. Los partidos de la nueva coalición de gobierno de centro derecha han acordado reconocer al Estado de Palestina. La Cámara de Representantes ya adoptó una resolución a favor de esto el 5 de febrero de 2015. La oposición de izquierdas exigió un reconocimiento incondicional de Palestina. | Sí         | Unión Europea                                                                                              |
| 6   | Birmania            | Birmania es uno de los dos únicos miembros del Movimiento de Países No Alineados que no reconoce al Estado de Palestina, junto con Singapur. El exministro de Asuntos Exteriores Win Aung afirmó en el año 2000 que Birmania apoya una solución de dos Estados con las fronteras reconocidas internacionalmente. | No         | |
| 7   | Camerún             | Camerún apoya oficialmente una solución de dos Estados. Pese a tratarse de un miembro de la OCI, el presidente Paul Biya ha desarrollado poderosos lazos con Israel desde mediados de los años ochenta. Esta visible amistad ha deteriorado los lazos tradicionales de Camerún con los países árabes, muchos de los cuales le han retirado su histórica ayuda económica al desarrollo y han presionado al presidente Biya para que apoye los intereses palestinos. El primer ministro israelí Benjamin Netanyahu pidió a Biya que se opusiese a la resolución de las Naciones Unidas que había de admitir a Palestina como un estado miembro. | Sí         | Organización para la Cooperación Islámica, Unión Africana, Mancomunidad de Naciones                        |
| 8   | Canadá              | Canadá «reconoce el derecho palestino a la autodeterminación y apoya la creación de un Estado de Palestina soberano, independiente, viable, democrático y territorialmente contiguo, como parte de un acuerdo de paz exhaustivo, justo y duradero». La administración Harper ha sido frecuentemente calificada de firme defensora de Israel. En julio de 2011, el portavoz del ministro de exteriores John Baird afirmó: «la posición histórica de nuestro gobierno no ha cambiado. La única solución a este conflicto debe ser negociada y acordada entre ambas partes… Uno de los estados debe ser un estado judío, reconocido como tal, mientras que el Estado de Palestina será un estado desmilitarizado». | Sí         | Organización de los Estados Americanos, Mancomunidad de Naciones                                           |
| 9   | Corea del Sur       | El gobierno de Corea del Sur no reconoce al Estado de Palestina y no mantiene relaciones diplomáticas con esta. Sin embargo, Corea del Sur ha establecido un representante oficial en Ramala. El 18 de abril de 2024, el representante de Corea del Sur en el Consejo de Seguridad de la ONU votó a favor de la admisión de Palestina como miembro de pleno derecho de esta organización. | Sí         | |
| 10  | Croacia             | Croacia estableció relaciones formales con la OLP el 31 de marzo de 2011. La ex primera ministra Jadranka Kosor afirmó en 2011 que su gobierno defendía la coexistencia de dos Estados, Israel y Palestina, aunque Croacia se abstuvo durante las votaciones que llevaron a la mejora del estatus de Palestina en la ONU –pasando a ser Estado Observador no miembro- y a su entrada en la UNESCO. La ex primera ministra Vesna Pusic afirmó el 24 de octubre de 2014 que «lo más probable es que Croacia reconozca a Palestina pronto». | Sí         | Unión Europea                                                                                              |
| 11  | Dinamarca           | Dinamarca es una firme defensora del proyecto de construcción de un Estado palestino y argumentó que la Unión Europea debía apoyar el límite de dos años establecido por la Autoridad Nacional Palestina para el establecimiento de las bases fundamentales de un estado viable; un plan que expiró en agosto de 2011. Durante las elecciones de ese mismo año, el partido de la oposición defendió que Dinamarca reconociese al Estado de Palestina. El ministro de Asuntos Exteriores Lene Espersen, en cambio, advirtió que una decisión unilateral de este tipo podría tener consecuencias «más negativas que positivas», acentuando la necesidad de coordinar su postura con la Unión Europea. | Sí         | Unión Europea                                                                                              |
| 12  | Eritrea             | El presidente de Eritrea Isaias Afewerki ha declarado que su gobierno no reconoce al Estado de Palestina. En octubre de 2010, Afewerki afirmó: “Israel necesita un gobierno, debemos respetar eso. Los palestinos también necesitan tener una vida digna, pero no puede ser en Cisjordania o en Gaza. Una solución de dos Estados no funcionará. Es solo para engañar a la gente. Nunca habrá israelíes y palestinos viviendo en la misma nación por muchos motivos. Una opción que podría funcionar sería una Transjordania. Israel sería dejada en paz y los pueblos palestino y jordano se unirían y crearían su propia nación.” Sin embargo, en su discurso ante la Asamblea General de las Naciones Unidas en 2011, Afewerki afirmó que «Eritrea reafirma su histórico apoyo al derecho de los palestinos a la autodeterminación y a un estado independiente y soberano. También defiende el derecho de Israel de vivir en paz y seguridad dentro de fronteras reconocidas internacionalmente». El 29 de noviembre de 2012, Eritrea votó a favor de la resolución que convirtió a Palestina en Estado Observador no miembro de las Naciones Unidas. | Sí         | Unión Africana                                                                                             |
| 13  | Estados Unidos      | Estados Unidos defiende la existencia de dos Estados, Israel y Palestina, conviviendo en paz y seguridad, y la página web del consulado estadounidense en Palestina afirma que "nuestro objetivo estratégico global sigue siendo la consecución de una solución negociada al conflicto israelí-palestino y el afloramiento de dos Estados, Israel y Palestina, coexistiendo en paz y seguridad". El presidente Barack Obama declaró durante su discurso ante la Asamblea General de la ONU la oposición de los Estados Unidos a la solicitud palestina de ingreso en dicho organismo como estado miembro, afirmando que “una paz genuina solo puede realizarse entre los propios israelíes y palestinos” y que “en última instancia, son los israelíes y los palestinos –no nosotros- quienes deben alcanzar un acuerdo sobre los asuntos que los dividen. Obama le dijo a Abbas que vetaría cualquier movimiento del Consejo de Seguridad de las Naciones Unidas que intentase reconocer al Estado de Palestina. El 18 de abril de 2024, el representante de Estados Unidos en el Consejo de Seguridad de la ONU vetó la admisión de Palestina como miembro de pleno derecho de esta organización en una votación en la que doce países votaron a favor y otros dos se abstuvieron. | Sí         | Organización de los Estados Americanos, Miembro permanente del Consejo de Seguridad de las Naciones Unidas |
| 14  | Estonia             | Durante una reunión con Riyad al-Maliki en junio de 2010, el ministro de Asuntos Exteriores Urmas Paet confirmó que Estonia apoya el derecho de autodeterminación del pueblo palestino, así como la solución de dos Estados. Fuentes oficiales afirmaron que el gobierno no adoptaría una postura sobre la solicitud de acceso en las Naciones Unidas hasta que se publicase su redacción final. | Sí         | Unión Europea                                                                                              |
| 15  | Finlandia           | Finlandia defiende una solución de dos Estados para el conflicto palestino-israelí. En octubre de 2014, el presidente Sauli Niinistö aclaró que Finlandia no seguiría a Suecia en la decisión de esta última de reconocer al Estado de Palestina. | Sí         | Unión Europea                                                                                              |
| 16  | Fiyi                | La postura fiyiana sobre el conflicto palestino-israelí se basa en gran parte en las resoluciones de las Naciones Unidas. El 24 de mayo de 2002, en sesión parlamentaria, el portavoz del gobierno fiyiano expresó que "Fiyi cree firmemente que resolver la cuestión palestina es clave para la paz en Oriente Medio y que las resoluciones de la ONU, y en concreto la 242 y la 338, deben ser la base de las negociaciones". En 2011, salió a la luz que el voto de Fiyi en cuanto a la solicitud de ingreso de Palestina en las Naciones Unidas había sido objeto de comunicaciones clasificadas entre los gobiernos de Fiyi y Vanuatu. | No         | Mancomunidad de Naciones                                                                                   |
| 17  | Francia             | Según el expresidente francés Nicolas Sarkozy, “Francia apoya la solución de dos Estados viviendo uno junto al otro en paz y seguridad, con fronteras seguras y reconocidas”. En mayo de 2011, Sarkozy dijo que si no se reanudaban las conversaciones de paz entre palestinos e israelíes antes de septiembre de dicho año, Francia reconocería al Estado de Palestina como parte de su intento de convertirse en miembro de las Naciones Unidas. Este anuncio recordó las declaraciones de Nabil Shaath, quien aseguró que había recibido la promesa de Francia de que reconocería al Estado de Palestina en septiembre con las fronteras de 1967. Sin embargo, según el primer ministro israelí Benjamin Netanyahu, Sarkozy había dicho que el apoyo de Francia requería que los palestinos reconociesen a Israel como el estado del pueblo judío. Esto se confirmó en julio, cuando el ministro de Asuntos Exteriores Alain Juppé declaró que cualquier solución al conflicto requeriría el reconocimiento de “la nación-estado de Israel para el pueblo judío, y la nación-estado de Palestina para el pueblo palestino”. Esta declaración rompía con la postura tradicional de la Unión Europea, que se ha opuesto con insistencia a cualquier mención de Israel como un Estado judío. Posteriormente, Sarkozy dio un giro de 180 grados, afirmando que la noción de un Estado judío era “estúpida”. En agosto, Sarkozy ensalzó la importancia de una postura única de la Unión Europea con respecto a la iniciativa de septiembre, y propuso una solución de compromiso que otorgaría al Estado de Palestina la categoría de estado observador en lugar de estado miembro. La propuesta, realizada para evitar una ruptura entre los distintos miembros de la UE, incluía la promesa de Francia y de otros Estados miembros de la Unión de votar a favor de la resolución. El 14 de octubre de 2014, el ministro de Asuntos Exteriores dijo que Francia reconocería al Estado de Palestina incluso si las conversaciones de paz con Israel fallaban. El 2 de diciembre de 2014, la Asamblea Nacional de Francia aprobó una moción no vinculante que solicitaba al gobierno el reconocimiento del Estado de Palestina. El 18 de abril de 2024, el representante de Francia en el Consejo de Seguridad de la ONU votó a favor de la admisión de Palestina como miembro de pleno derecho de esta organización. En abril de 2025, el presidente de Francia, Emmanuel Macron, anunció que Francia se disponía a reconocer al Estado de Palestina en fechas próximas, seguramente para el mes de junio. | Sí         | Unión Europea, Miembro permanente del Consejo de Seguridad de las Naciones Unidas                          |
| 18  | Grecia              | Según el Ministerio de Asuntos Exteriores de Grecia, «La posición largamente mantenida por nuestro país está a favor del derecho inalienable del pueblo palestino a un hogar nacional con fronteras reconocidas internacionalmente, a la misma vez apoyamos el derecho inalienable de Israel a coexistir con seguridad con sus vecinos. Por lo tanto, nuestro país está a favor de una solución definitiva basada en dos Estados». El presidente Károlos Papulias ha afirmado que Grecia apoya en última instancia la creación de un Estado Palestino junto al de Israel. Bajo gobiernos anteriores, Grecia se había ganado una fama de firme defensora de la causa palestina. Más en general, en el conflicto árabe-israelí, Andreas Papandréu mantuvo una posición más fuerte contra Israel que ningún otro gobierno de la Comunidad Económica Europea. En 1981 se establecieron relaciones diplomáticas con la OLP, mientras que las relaciones con Israel se mantuvieron solamente a nivel consular hasta el reconocimiento de Israel por parte de Grecia en 1990. El cambio en la política oficial liderada por Papandreu llevó a una rápida mejora de las relaciones con Israel, lo que ha llevado a la prensa a hablar del fin de la era pro-palestina de Grecia. Sin embargo, en diciembre de 2015, el parlamento de Grecia votó a favor de una moción que pedía al gobierno que reconociese al Estado de Palestina. | Sí         | Unión Europea                                                                                              |
| 19  | Islas Marshall      | | No         | |
| 20  | Islas Salomón       | El ministro de Asuntos Exteriores Peter Shannel Agovaka se reunió con Riyad al-Maliki a comienzos de septiembre de 2011 en la cumbre del Foro de las Islas del Pacífico, en Wellington. Los medios informaron de que Agovaka había confirmado el apoyo de su gobierno al derecho de autodeterminación del pueblo palestino y a los esfuerzos realizados por los palestinos en las Naciones Unidas. Agovaka afirmó que la posibilidad de reconocer al Estado de Palestina se trataría en la siguiente reunión de su gabinete. | No         | Mancomunidad de Naciones                                                                                   |
| 21  | Israel              | Véase arriba | Sí         | |
| 22  | Italia              | En mayo de 2011, el entonces primer ministro Silvio Berlusconi dijo que Italia no reconocería una declaración unilateral del Estado de Palestina. En un evento en Roma en el que se conmemoraba la independencia de Israel, Berlusconi prometió el apoyo de su país a Israel. «Italia ha permanecido siempre del lado de Israel, incluso en el contexto de la Unión Europea, cuando se opuso a decisiones que eran desproporcionadas e injustas para Israel». En junio, Berlusconi reiteró: “nosotros no creemos que una solución unilateral pueda contribuir a la paz, ni por el lado palestino ni por el israelí. Creo que solo se puede alcanzar la paz con una iniciativa común a través de negociaciones.” Su posición fue compartida por una serie de diputados que escribieron una carta a las Naciones Unidas afirmando que “una declaración prematura y unilateral del Estado de Palestina no solo socavaría el proceso de paz palestino-israelí en lugar de resolverlo, sino que constituiría una afrenta a la integridad de las Naciones Unidas, los acuerdos internacionales y el derecho internacional.” Sin embargo, a la vez que se realizaban estas declaraciones, Italia mejoró el estatus diplomático de la delegación palestina en Roma, dándole un carácter de misión al estilo de lo que otros países de la Unión Europea estaban haciendo por entonces, y dándole al jefe de la delegación estatus de embajador. Además, el 31 de octubre de 2011, durante las últimas semanas de Berlusconi en el gobierno, Italia decidió no oponerse a la solicitud de ingreso de Palestina en la UNESCO, y el 29 de noviembre de 2012, durante el mandato del entonces primer ministro Mario Monti, Italia votó a favor de la resolución 67/19 de la ONU que otorgaba a Palestina el estatus de Estado Observador no miembro de las Naciones Unidas. | Sí         | Unión Europea                                                                                              |
| 23  | Japón               | Japón apoya una solución de dos Estados para el conflicto palestino-israelí, y está firmemente comprometido con el establecimiento de un Estado de Palestina. En octubre de 2007, un representante del Ministerio de Justicia japonés dijo: “Dado que la Autoridad Nacional Palestina ha mejorado hasta el punto de casi constituir un estado de pleno derecho y emite sus propios pasaportes, hemos decidido aceptar la nacionalidad palestina”. En respuesta a la expansión de los asentamientos israelíes en 2010, el gobierno de Japón declaró que no reconocería ninguna acción que afectase al estatus final de Jerusalén y de los territorios dentro de las fronteras anteriores a 1967. De igual manera, en enero de 2011, declaró que no reconocería la anexión de Jerusalén Este por parte de Israel.El 18 de abril de 2024, el representante de Japón en el Consejo de Seguridad de la ONU votó a favor de la admisión de Palestina como miembro de pleno derecho de esta organización. | Sí         | |
| 24  | Kiribati            | Durante la cumbre del Foro de las Islas del Pacífico a comienzos de septiembre de 2011, el ministro de Asuntos Exteriores de Kiribati expresó su apoyo por la postura palestina. | No         | Mancomunidad de Naciones                                                                                   |
| 25  | Letonia             | Letonia apoya la solución de dos Estados para el conflicto palestino-israelí y proporciona ayuda para el desarrollo a la Autoridad Nacional Palestina. | Sí         | Unión Europea                                                                                              |
| 26  | Liechtenstein       | Liechtenstein se basa en Suiza para desarrollar gran parte de su política exterior. En enero de 2011, apoyó un borrador de resolución que garantizaba el derecho del pueblo palestino a la autodeterminación, afirmando que este derecho debe ejercitarse con el objetivo de conseguir un Estado de Palestina viable y plenamente soberano. | No         | |
| 27  | Lituania            | Como el resto de la Unión Europea, Lituania apoya la solución de dos Estados que incluye un Estado de Palestina. En el contexto de la solicitud palestina de ingreso como estado miembro de la ONU, el ministro de Asuntos Exteriores lituano Audronius Azubalis recalcó la importancia de mantener una postura unánime y equilibrada en la Unión Europea que anime a ambos bandos a recuperar las conversaciones de paz. | Sí         | Unión Europea                                                                                              |
| 28  | Luxemburgo          | En una entrevista con el ministro de Asuntos Exteriores luxemburgués Jean Asselborn en marzo de 2011, el diario israelí The Jerusalem Post afirmó que Luxemburgo se encuentra entre los países “menos amistosos” con Israel de entre los que forman parte de la Unión Europea. Con motivo de las discrepancias en el seno de la Unión Europea en torno a la solicitud de ingreso de Palestina como estado miembro de la ONU, Asselborn solicitó a la Autoridad Nacional Palestina que aceptara una mejora al estatus de Estado Observador no miembro en lugar de una completa membresía. Asselborn declaró que “no podemos dejar a los palestinos irse de Nueva York a final de mes con las manos vacías”, y se refirió a la postura de cuatro miembros en particular de la Unión Europea que no permitían obtener una posición común, aunque admitió que él “no puede estar de acuerdo con decir que no” a la iniciativa palestina. También apuntó que, de haber conseguido el apoyo de todas las naciones de la Unión Europea, Palestina habría obtenido una gran ventaja moral. En 2014, Luxemburgo votó a favor de un borrador de resolución del Consejo de Seguridad de Naciones Unidas que intentaba imponer un límite de 12 meses a las negociaciones de paz entre Israel y Palestina. | Sí         | Unión Europea                                                                                              |
| 29  | Macedonia del Norte | Según el ministro de Asuntos Exteriores macedonio Nikola Poposki, la postura macedonia se construirá de acuerdo con los puntos de vista de la Unión Europea y de sus socios estratégicos. | No         | |
| 30  | Malta               | En mayo de 2024, Malta declaró que reconocerá al Estado palestino «cuando llegue el momento adecuado». El 25 de mayo de 2025, el primer ministro Robert Abela anunció que Malta reconocería a Palestina tras una conferencia de la ONU que se celebraría el 20 de junio. Sin embargo, Malta retrasó su reconocimiento porque la mencionada conferencia fue pospuesta. | Sí         | Unión Europea, Mancomunidad de Naciones                                                                    |
| 31  | Micronesia          | Micronesia es una tradicional defensora de Israel, especialmente en las resoluciones internacionales, aunque esto se debe en parte a sus fuertes vínculos con los Estados Unidos. Durante la cumbre del Foro de las Islas del Pacífico en septiembre de 2011, el líder de la delegación micronesia declaró la solidaridad de su país con el sufrimiento del pueblo palestino y su apoyo al derecho palestino a la autodeterminación. Sin embargo, con respecto a la solicitud palestina de ingreso en la ONU como estado miembro, este representante declaró que los acuerdos firmados con los Estados Unidos prohibían que Micronesia votase de acuerdo con los deseos de su gobierno en casos en los que se presentase conflicto de interés con los deseos estadounidenses. En referencia a la tradicional ayuda para el desarrollo que Israel proporciona a Micronesia, otro diplomático afirmó que “necesitamos la ayuda israelí, por lo que no veo un cambio en nuestra política en los próximos tiempos”. | No         | |
| 32  | Moldavia            | Moldavia mantiene una política de neutralidad en asuntos internacionales. Ha expresado su pleno apoyo a los principios del Cuarteto para la resolución del conflicto palestino-israelí, que pide el establecimiento de un Estado de Palestina. | Sí         | |
| 33  | Mónaco              | | No         | |
| 34  | Nauru               | Durante el Foro de las Islas del Pacífico de comienzos de septiembre de 2011, el ministro de Asuntos Exteriores de Nauru Kieren Keke confirmó la solidaridad de su nación con el pueblo palestino y con su derecho a la autodeterminación. El ministro de Asuntos Exteriores de la Autoridad Nacional Palestina había emitido un comunicado antes de esta cumbre en el que especulaba con que la mayoría de las islas-estado del Pacífico votarían en contra de Palestina en una resolución de las Naciones Unidas. | No         | Mancomunidad de Naciones                                                                                   |
| 35  | Nueva Zelanda       | Nueva Zelanda apoya la solución de dos Estados para el proceso de paz. También mantiene una política de no reconocimiento explícito de nuevos estados, prefiriendo un reconocimiento implícito a través de acciones en lugar de declaraciones formales. En el caso de Palestina, esto se reflejó en el ascenso del estatus de su delegación acreditada a un estatus diplomático. A comienzos de septiembre de 2011, el ministro de Asuntes Exteriores Murray McCully dijo que su gobierno no tomaría una decisión sobre la entrada de Palestina como miembro de la ONU hasta que se publicase la redacción final de la resolución. “Tenemos una reputación de ser justos y equilibrados en este asunto y todo lo que podemos hacer es esperar a conocer las palabras”. También le dijo a Riyad al-Maliki que se había negado a dar a Israel ningún tipo de garantía de que se opondría en la votación. Tras haber dado su voto a favor de la admisión del Estado de Palestina como Estado Observador no miembro, McCully reafirmó la política oficial neozelandesaː "Nueva Zelanda ha sido desde hace tiempo una defensora de la solución de dos Estados. Creemos que Israel y un Estado Palestino deberían coexistir, cada uno respetando el derecho a la paz del otro." | Sí         | Mancomunidad de Naciones                                                                                   |
| 36  | Países Bajos        | Como miembro de la Iniciativa de Paz de Oriente Medio, los Países Bajos afirman que "una solución negociada de dos Estados es la única manera de conseguir una paz duradera, con dos Estados, Israel y Palestina, viviendo uno junto al otro en paz y seguridad". En junio de 2011, el entonces ministro de Asuntos Exteriores Uri Rosenthal afirmó que la solicitud de Palestina para entrar como miembro en la ONU “no sería apoyada por los Países Bajos”. A cambio, llamó al restablecimiento de las negociaciones. “Seguiremos haciendo hincapié en un nuevo comienzo de las negociaciones directas”. Insistió en que un acuerdo de paz debe estar basado en “un acuerdo entre todas las partes”, y que los Países Bajos se oponían a cualquier acción tomada sin el consentimiento de ambas partes. Abbas destacó la importancia del papel de los Países Bajos en el proceso de paz, precisamente porque se trata de un estado que mantiene lazos muy estrechos con Israel: “no nos molesta para nada. Ellos juegan un papel muy importante y el pueblo palestino aprecia mucho su ayuda”. | Sí         | Unión Europea                                                                                              |
| 37  | Palaos              | | No         | |
| 38  | Panamá              | Panamá no ha indicado su postura con respecto a una votación sobre el ingreso de Palestina como estado miembro de la ONU, y se cree que aún no se ha decidido al respecto. Su expresidente, Ricardo Martinelli, ha apoyado tradicionalmente a Israel en las resoluciones de la ONU, y ha resistido unas supuestas presiones de otros estados latinoamericanos para que reconociera al Estado de Palestina. El Sistema de la Integración Centroamericana (SICA) debería haber adoptado una postura unificada para su cumbre del 18 de agosto de 2011, pero Panamá insistió en que los debates se centrasen en asuntos regionales y el asunto no fue finalmente incluido en la agenda. A comienzos de septiembre, el ministro de Asuntos Exteriores Roberto Henríquez dijo que la decisión del gobierno no se haría pública hasta que se emitiese su voto, pero añadió que “es muy importante que el nacimiento de este país y su reconocimiento en los foros internacionales vaya acompañado previamente de un acuerdo de paz completo con su vecino, Israel.” El canciller panameño Rómulo Roux afirmó tras el voto que permitió al Estado de Palestina pasar a ser un Estado Observador No Miembro de la ONU que Panamá admite el derecho que tiene Palestina de convertirse en un estado soberano, aunque para ello debe demostrar que tiene la "capacidad de vivir en paz con sus vecinos". El 4 de julio de 2015, la vicepresidenta y ministra de Asuntos Exteriores Isabel de Saint Malo de Alvarado dijo que su gobierno estaba buscando formas de reconocer al Estado de Palestina sin que se viese afectada su “estrecha relación” con Israel. | No         | Organización de los Estados Americanos                                                                     |
| 39  | Portugal            | En febrero de 2011, numerosos partidos del parlamento portugués propusieron resoluciones que llamaban al gobierno a reconocer al Estado de Palestina. Sin embargo, estas resoluciones fueron rechazadas por los dos principales partidos del país, que insistieron en un acuerdo previo que fuese aceptable tanto para palestinos como para israelíes. El ministro de Asuntos Exteriores Paulo Portas afirmó que Portugal apoya la iniciativa para el reconocimiento de Palestina, que merece tener su propio estado, y que nada tiene que ver con Israel, que merece tener seguridad. En diciembre de 2014, el parlamento portugués aprobó una resolución no vinculante en la que llamaba al gobierno a reconocer a Palestina como un Estado independiente, con tan solo 9 de sus 230 miembros en contra de la propuesta. | Sí         | Unión Europea                                                                                              |
| 40  | Reino Unido         | En septiembre de 2011, el Reino Unido dijo que reconocería a Palestina como un estado en la ONU, pero solo con estatus de observador no miembro, en lugar del pleno reconocimiento que los palestinos buscaban en un principio. En octubre de 2014, la Cámara de los Comunes del Reino Unido aprobó una moción no vinculante con 274 votos a favor y 12 votos en contra que llamaba al gobierno británico a reconocer al Estado de Palestina. También en octubre de 2014, el gobierno de Escocia pidió el reconocimiento de Palestina como un estado independiente y el establecimiento de una embajada británica en Palestina. | Sí         | Mancomunidad de Naciones, Miembro permanente del Consejo de Seguridad de las Naciones Unidas               |
| 41  | República Checa     | Checoslovaquia reconoció a Palestina en 1988. Después de su disolución, la República Checa, como uno de sus sucesores legales, mantuvo relaciones diplomáticas con Palestina. Si bien en documentos distribuidos por las Naciones Unidas figuraba la República Checa como país que reconoció a Palestina el 16 de noviembre de 1988, y en Praga funciona una embajada palestina, la República Checa declaró en 2020 que Checoslovaquia solo reconoció la declaración de la OLP y no el Estado, ya que el Estado de Palestina no tenía fronteras ni población definidas que, según sostiene la República Checa, son condiciones previas para un Estado. La República Checa apoya los objetivos del proceso de paz en Oriente Medio encaminados a lograr un acuerdo en forma de dos Estados separados, es decir, el Estado de Israel y el futuro Estado palestino. | Sí         | Unión Europea                                                                                              |
| 42  | Samoa               | El primer ministro Tuila’epa Sailele Malielegaoi ha expresado su apoyo para una solución de dos Estados. | No         | Mancomunidad de Naciones                                                                                   |
| 43  | San Marino          | | No         | |
| 44  | Singapur            | Singapur no ha reconocido al Estado de Palestina y no ha anunciado una postura oficial con respecto a una hipotética solicitud de ingreso en la ONU como estado miembro. Singapur ha mantenido tradicionalmente una fuerte relación con Israel. | No         | Mancomunidad de Naciones                                                                                   |
| 45  | Suiza               | La página web del Departamento Federal de Asuntos Exteriores de Suiza se afirma que "Suiza tiene como objetivo una paz negociada, justa y sostenible entre Israel y un Estado de Palestina viable e independiente con fronteras seguras y reconocidas internacionalmente." A esto añade que esta paz debe estar "basada en el derecho internacional", en el "reconocimiento del derecho de Israel a existir, en especial su derecho a la seguridad dentro de unas fronteras seguras y reconocidas internacionalmente", y en el "reconocimiento del derecho a la autodeterminación del pueblo palestino, así como su derecho de establecer un estado viable de acuerdo con la resolución 1397 del Consejo de Seguridad de las Naciones Unidas." | Sí         | |
| 46  | Tonga               | En septiembre de 2011, tras la cumbre del Foro de las Islas del Pacífico en Wellington, el ministro de Asuntos Exteriores palestino afirmó que se habían hecho avances significativos en los esfuerzos de conseguir el reconocimiento de Tonga. | No         | Mancomunidad de Naciones                                                                                   |
| 47  | Tuvalu              | | No         | Mancomunidad de Naciones                                                                                   |

#### Otros organismos
| N.º | Nombre         | Postura Oficial | Relaciones diplomáticas |
| 1   | Unión Europea  | En marzo de 1999, la Unión Europea confirmó en la Declaración de Berlín el derecho palestino a la autodeterminación, incluido el derecho a un Estado Palestino viable, pacífico y soberano. Este derecho quedó clasificado como “no sujeto a veto”. La Unión Europea apoya un Estado de Palestina en las fronteras de 1967, con tan solo modificaciones mínimas que hayan sido acordadas mutuamente, "de acuerdo con las resoluciones 242, 338, 1397, 1402 y 1515". Además, la Unión Europea defiende que Jerusalén sea la futura capital de los estados de Israel y Palestina. En julio de 2009, el jefe de política exterior de la Unión Europea, Javier Solana, pidió a las Naciones Unidas que reconociese al Estado de Palestina en una fecha marcada incluso aunque no se hubiese llegado a un acuerdo de paz entre Israel y Palestina: “el mediador tiene que fijar un calendario. Si las partes no son capaces de atenerse a él, entonces una solución apoyada por la comunidad internacional debería… ponerse sobre la mesa. Tras una fecha límite prefijada, una resolución del Consejo de Seguridad de las Naciones Unidas… aceptaría al Estado de Palestina como miembro pleno de la ONU, y configuraría un calendario para su implementación.” En diciembre, el Consejo de la Unión Europea respaldó una serie de conclusiones sobre el conflicto palestino-israelí que conforma las bases de la actual postura de la Unión Europea. Reafirmó como objetivo la solución de dos Estados y enfatizó que la Unión Europea “no reconocerá ningún cambio en las fronteras de 1967, incluido en lo referente a Jerusalén, más allá de los acordados entre ambas partes”. Recordó que la Unión Europea “nunca ha reconocido la anexión de Jerusalén Este” y que el Estado de Palestina debe tener su capital en Jerusalén. En diciembre de 2010, el Consejo reiteró estas conclusiones y anunció su disposición, cuando se considere apropiado, a reconocer a un Estado de Palestina, si bien animó a las partes a una vuelta a las negociaciones. El 17 de diciembre de 2014, el Parlamento Europeo aprobó una resolución que instaba al reconocimiento del Estado de Palestina con 498 votos a favor, 111 votos en contra y 88 abstenciones. | Sí                      |
| 2   | Orden de Malta | La Orden de Malta tiene relaciones diplomáticas con el Estado de Palestina a nivel de embajador. | Sí                      |